# Marie-Antoinette d'Autriche
Pour les articles homonymes, voir Marie-Antoinette et Marie-Antoinette d'Autriche (homonymie).
Titres
Reine des Français
13 septembre 1791 – 21 septembre 1792
(1 an et 8 jours)
Reine de France et de Navarre
10 mai 1774 – 13 septembre 1791
(17 ans, 4 mois et 3 jours)
Dauphine de France
16 mai 1770 – 10 mai 1774
(3 ans, 11 mois et 24 jours)
Signature
Marie-Antoinette Josèphe Jeanne de Habsbourg-Lorraine, archiduchesse d'Autriche, princesse de Bohême et de Hongrie, née le 2 novembre 1755 à Vienne en Autriche, est reine de France et de Navarre de 1774 à 1791, puis reine des Français de 1791 à 1792. Dernière reine de l'Ancien Régime, elle meurt guillotinée le 16 octobre 1793 sur la place de la Révolution à Paris.
Archiduchesse d'Autriche, princesse impériale et princesse royale de Hongrie et de Bohême, elle est l'avant-dernière enfant et la plus jeune fille de l'impératrice Marie-Thérèse d'Autriche et de François Ier, empereur du Saint-Empire.
Elle devient dauphine de France en 1770, à quatorze ans, par son mariage avec le dauphin Louis-Auguste de France, futur roi Louis XVI, puis reine de France en 1774, lorsque son époux monte sur le trône. Après huit ans de mariage, elle donne naissance à Marie-Thérèse, première de ses quatre enfants. Elle perd en popularité en raison d'accusations de sympathies avec les ennemis de la France, en particulier avec son Autriche natale, et de l'affaire du collier, où elle ne se trouve nullement impliquée, en réalité ce sont des courtisans qui furent victimes d'une escroquerie rocambolesque. Des surnoms dévalorisants, comme « l'Autrichienne » ou « Madame Déficit », circulent alors. Tout comme son mari, elle n'apprécie guère les contraintes de la cour et aime se consacrer du temps, notamment au hameau de la Reine.
Aux débuts de la Révolution française, elle est placée en résidence surveillée au palais des Tuileries, avec la famille royale. La tentative de fuite de 1791 à Varennes et son rôle dans la guerre de la première coalition continuent de dégrader son image. En 1792, la famille royale est emprisonnée à la prison du Temple et la monarchie abolie. Alors que Louis XVI est exécuté le 21 janvier 1793, le procès de la reine devant le Tribunal révolutionnaire s'ouvre le 14 octobre suivant ; deux jours plus tard, elle est condamnée pour haute trahison et exécutée à 37 ans par guillotine. La postérité en a fait une icône mondiale à la fois glamour et tragique.

## Naissance et jeunesse

### Enfance à Vienne

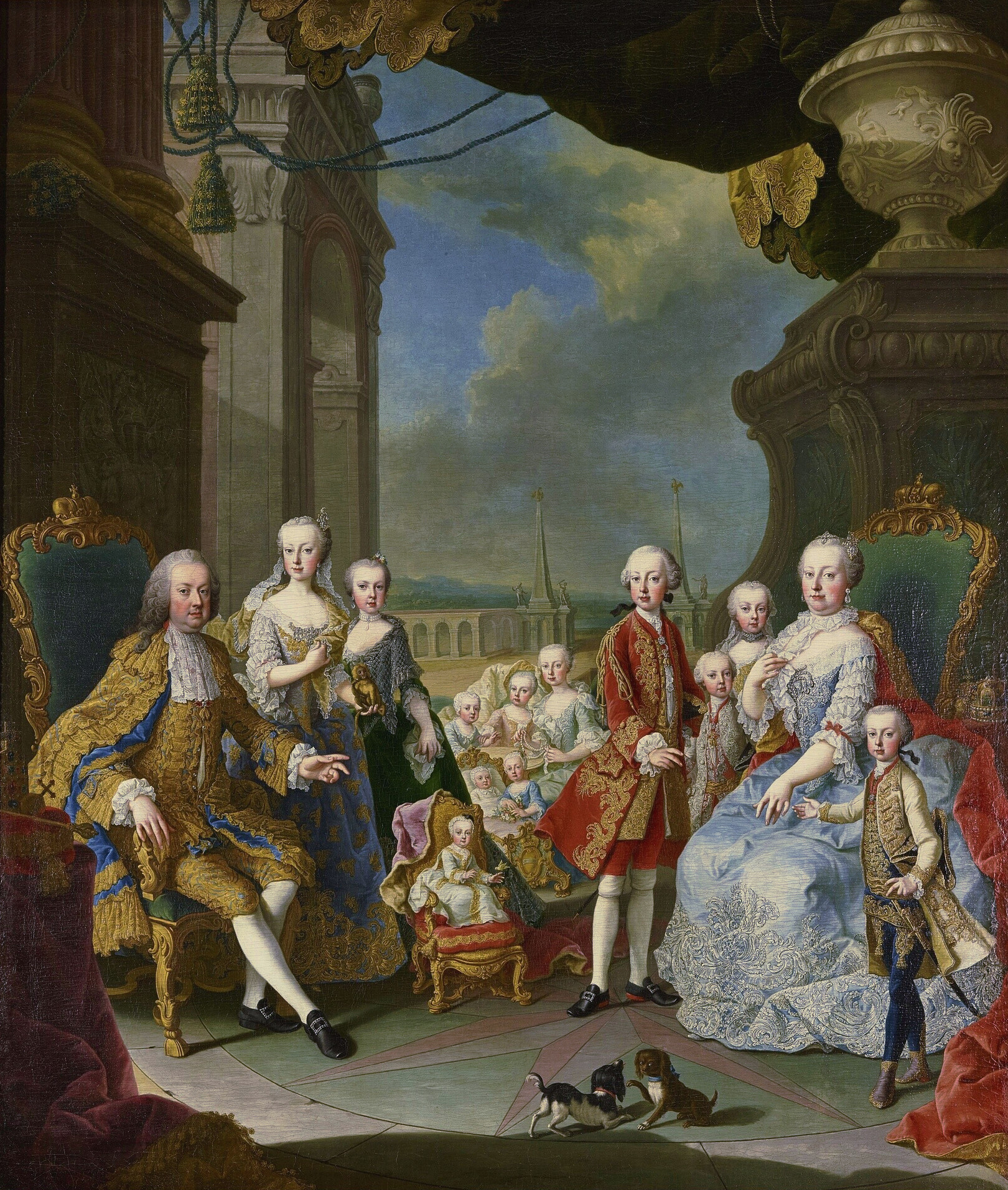
La famille impériale (M van Meytens, 1756).
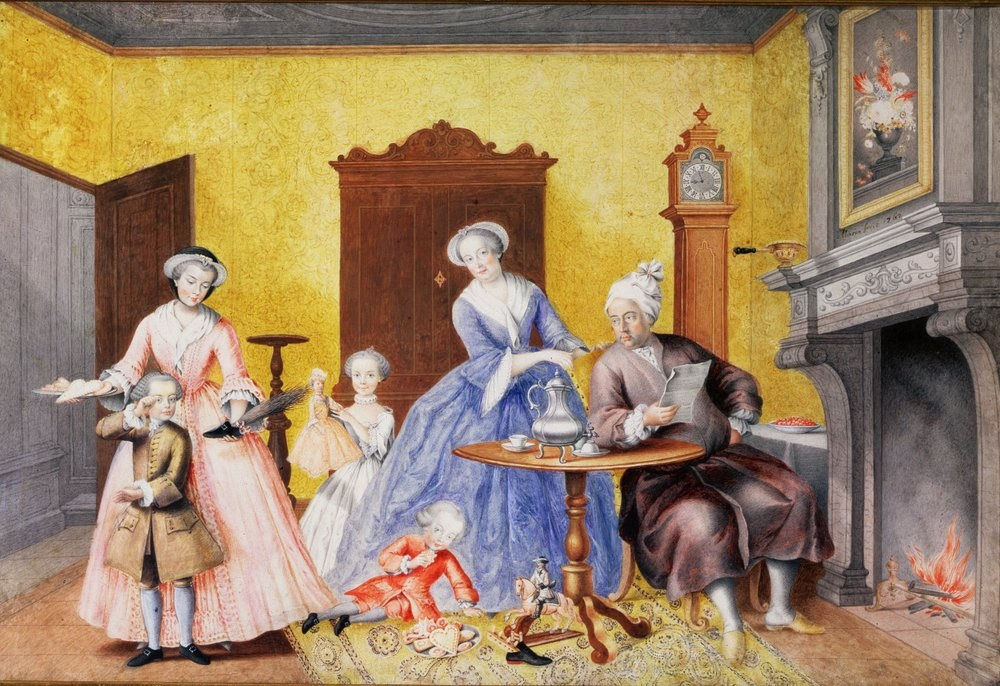
La famille impériale fêtant la Saint-Nicolas (Marie-Christine d'Autriche, vers 1760).

Marie-Antoinette est la quinzième et avant-dernière enfant de l’empereur François Ier du Saint-Empire et de l’archiduchesse d’Autriche, reine de Hongrie et de Bohême Marie-Thérèse dite « la Grande ». Elle grandit au milieu de leurs cinq fils (Joseph l’héritier du trône, Charles, Léopold, Ferdinand et Maximilien) et de leurs huit filles (Marie-Anne, Marie-Christine, Marie-Élisabeth, Marie-Amélie, Marie-Jeanne, Marie-Josèphe, Marie-Caroline).

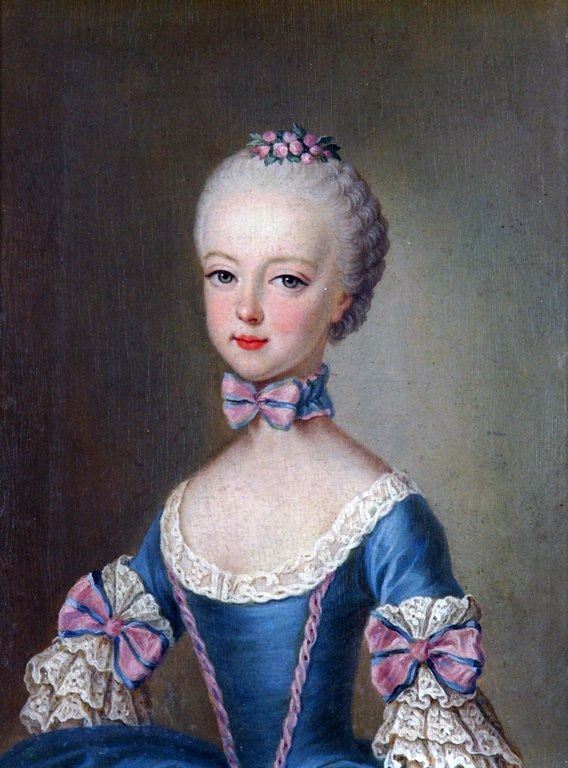
Marie Antoinette à 7 ans (Jean-Étienne Liotard).

L'archiduchesse, prénommée Marie-Antoinette-Josèphe-Jeanne, naît le 2 novembre 1755 au palais de la Hofburg à Vienne. Ses parrain et marraine sont le roi Joseph Ier de Portugal et son épouse la reine Marie-Anne-Victoire d'Espagne. Apprenant quelques jours plus tard qu'un tremblement de terre a ravagé Lisbonne la veille de la naissance de l'archiduchesse, d'aucuns y voient un mauvais présage, et plus encore après 1793.
Elle est baptisée sous les prénoms de Maria Antonia Josepha Joanna. Elle est aussitôt confiée aux « ayas », les gouvernantes de la famille royale comme Mme de Brandeis, et partage son enfance entre le palais de la Hofburg à Vienne et le château de Schönbrunn. Son enfance est ponctuée de nombreuses rencontres, comme celle avec le tout jeune enfant prodige Mozart dans le Salon des Glaces du palais de Schönbrunn le 13 octobre 1762, ce dernier l’ayant (d'après la légende) ingénument demandée en mariage à cette occasion,,.
Marie-Antoinette reçoit une éducation où le maintien, la danse, la musique et le paraître occupent l’essentiel de son temps et ne bénéficiant de ce fait d’aucune éducation politique. Ainsi, à l'âge de dix ans, elle a encore du mal à lire et à écrire en allemand, parle peu et difficilement le français, et très peu l’italien — trois langues qui étaient alors parlées couramment dans la famille impériale, sans compter son apprentissage des rudiments de latin. Mme de Brandeis, rendue responsable par l'impératrice du retard de la jeune princesse, est congédiée et remplacée par Mme de Lerchenfeld, plus sévère. Maria Antonia est à cette époque une enfant espiègle, étourdie et volontiers moqueuse.
À cette époque, la cour d’Autriche possède une étiquette beaucoup moins stricte que celle de Versailles : les danses y sont moins complexes, le luxe y est moindre et la foule moins nombreuse. La famille impériale vit selon son rang mais sans luxe ostentatoire, ainsi que le montre un tableau peint par l'archiduchesse Marie-Christine montrant la famille fêtant dans l'intimité la Saint-Nicolas. La jeune Marie-Antoinette est très proche de sa sœur Marie-Caroline qui a trois ans de plus qu'elle, un caractère affirmé et qui, dans le cadre de la réconciliation entre les Maisons d'Autriche et de France, deviendra reine de Naples et de Sicile en épousant en 1768 Ferdinand, roi de Naples et de Sicile.

### Mariage à quatorze ans

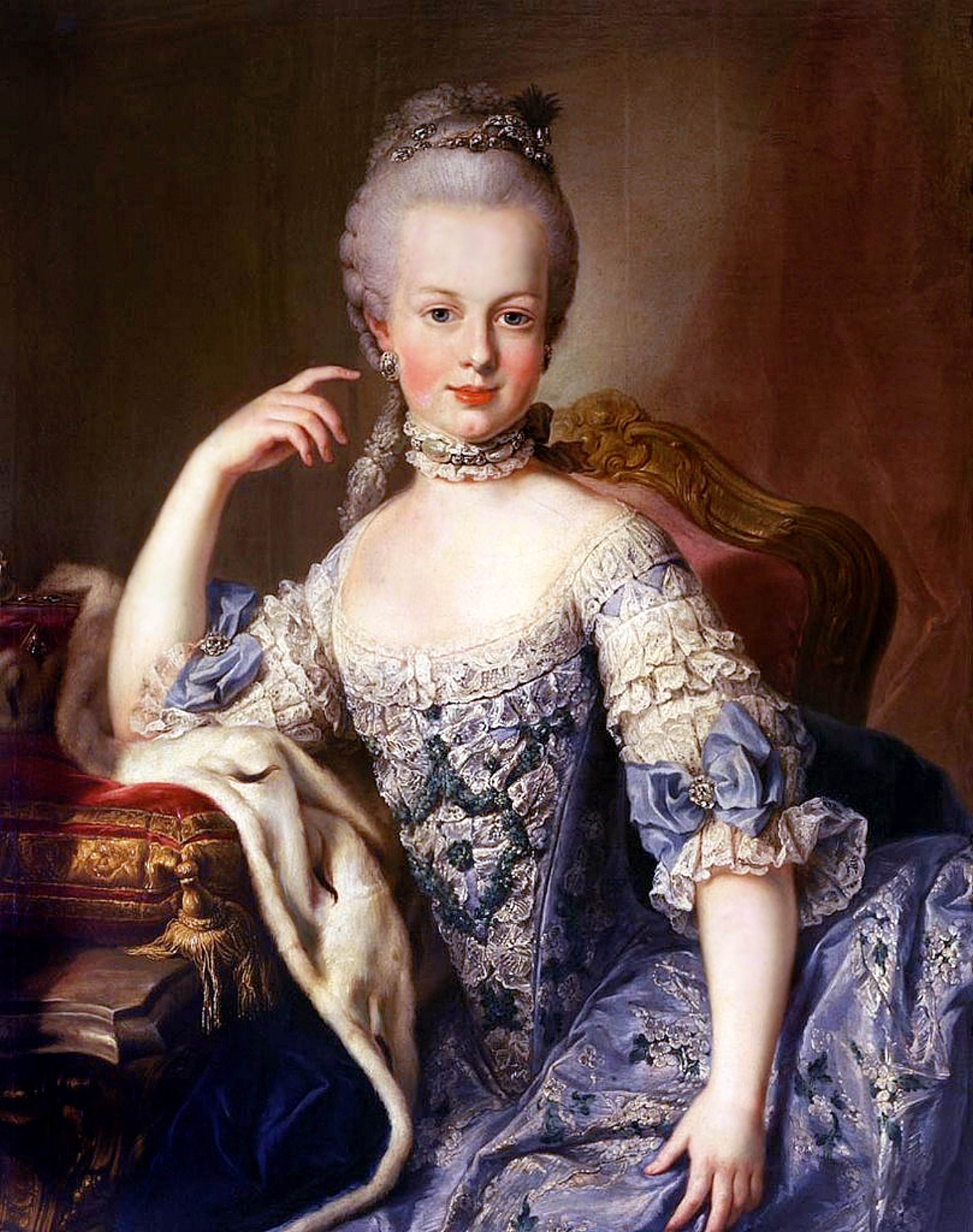
Maria Antonia à 13 ans (Martin van Meytens).

Sa mère Marie-Thérèse, comme tous les souverains de l’époque, met le mariage de ses enfants au service de sa politique diplomatique. Après des siècles de guerres, celle-ci vise à réconcilier les maisons d'Autriche et de France dans le contexte du renversement des alliances et de la fin de la guerre de Sept Ans, et à faire ainsi face aux ambitions conjointes de la Prusse et de la Grande-Bretagne.
Ainsi, parmi les sœurs aînées de Marie-Antoinette, seule Marie-Christine, l’enfant préférée de l’impératrice, peut épouser en 1766 — après la mort de leur père qui y était opposé — l'homme de son choix, le prince Albert de Saxe, fils cadet de l'électeur de Saxe et roi de Pologne Auguste III de Pologne et frère de la dauphine de France Marie-Josèphe de Saxe, mère du futur Louis XVI de France. Pour améliorer le sort de son gendre, prince de second rang, le cadet saxon est même créé duc de Teschen par Marie-Thérèse. Marie-Christine et Albert sont nommés régents des Pays-Bas en 1780 à la suite de leur oncle, le prince Charles Alexandre de Lorraine.
En revanche, Marie-Amélie, bien qu'éprise du duc de Deux-Ponts, épouse contre son gré, en 1769, Ferdinand Ier, duc de Parme, et Marie-Caroline épouse en 1768 Ferdinand IV, le roi de Naples et des Deux-Siciles, après que deux sœurs successivement promises au jeune monarque furent mortes prématurément,.
L'archiduchesse grandit au sein d'une famille unie qui, tout en conservant les formes extérieures que leur impose leur rang, sait se ménager des instants d'intimité familiale.
Le mariage de l'empereur et de l'impératrice était non seulement une union politique mais aussi un mariage d'inclination, la future impératrice s'étant éprise dès son jeune âge de ce cousin arrivé de Lorraine à l'âge de 14 ans pour parfaire ses études (et — suivant les vœux secrets de son père le duc Léopold Ier — épouser la fille aînée de l'empereur Charles VI, le dernier rejeton mâle de la maison de Habsbourg).
Le couple impérial fut particulièrement uni et, tant que dura sa vie conjugale, partagea la même chambre.
La mort de l'empereur François Ier en 1765 laisse l'impératrice inconsolable. Le deuil est également extrêmement douloureux pour Marie-Antoinette qui n'a que neuf ans. Philosophe, il conseillait à ses enfants de penser quelquefois à leurs fins dernières. C'était un père aimable beaucoup moins sévère que l'impératrice.
Nonobstant son chagrin, Marie-Thérèse prend seule en main l'éducation de ses filles et s'attache particulièrement à conclure le mariage entre le dauphin Louis-Auguste — futur Louis XVI — et sa fille Marie-Antoinette, qui doit concrétiser la réconciliation des deux maisons les plus prestigieuses d'Europe.
Louis XV ne voit pas d'inconvénient au mariage de la princesse avec son petit-fils à condition que celle-ci soit capable de parler convenablement français. Cela semble perdu d'avance. C'est pourquoi l'abbé Mathieu-Jacques de Vermond est envoyé à la cour de Vienne pour enseigner le français à la dauphine. Celle-ci semble bien progresser.
Le roi envoie également des spécialistes français reconnus afin d'améliorer entre autres sa denture, alors très mauvaise, et sa coiffure,.
Le 7 février 1770 au soir, Marie-Antoinette, âgée de 14 ans et trois mois, est « réglée », donc prête à être donnée en mariage et à donner un dauphin à la couronne de France. Les négociations en vue du mariage sont menées à un rythme plus soutenu.

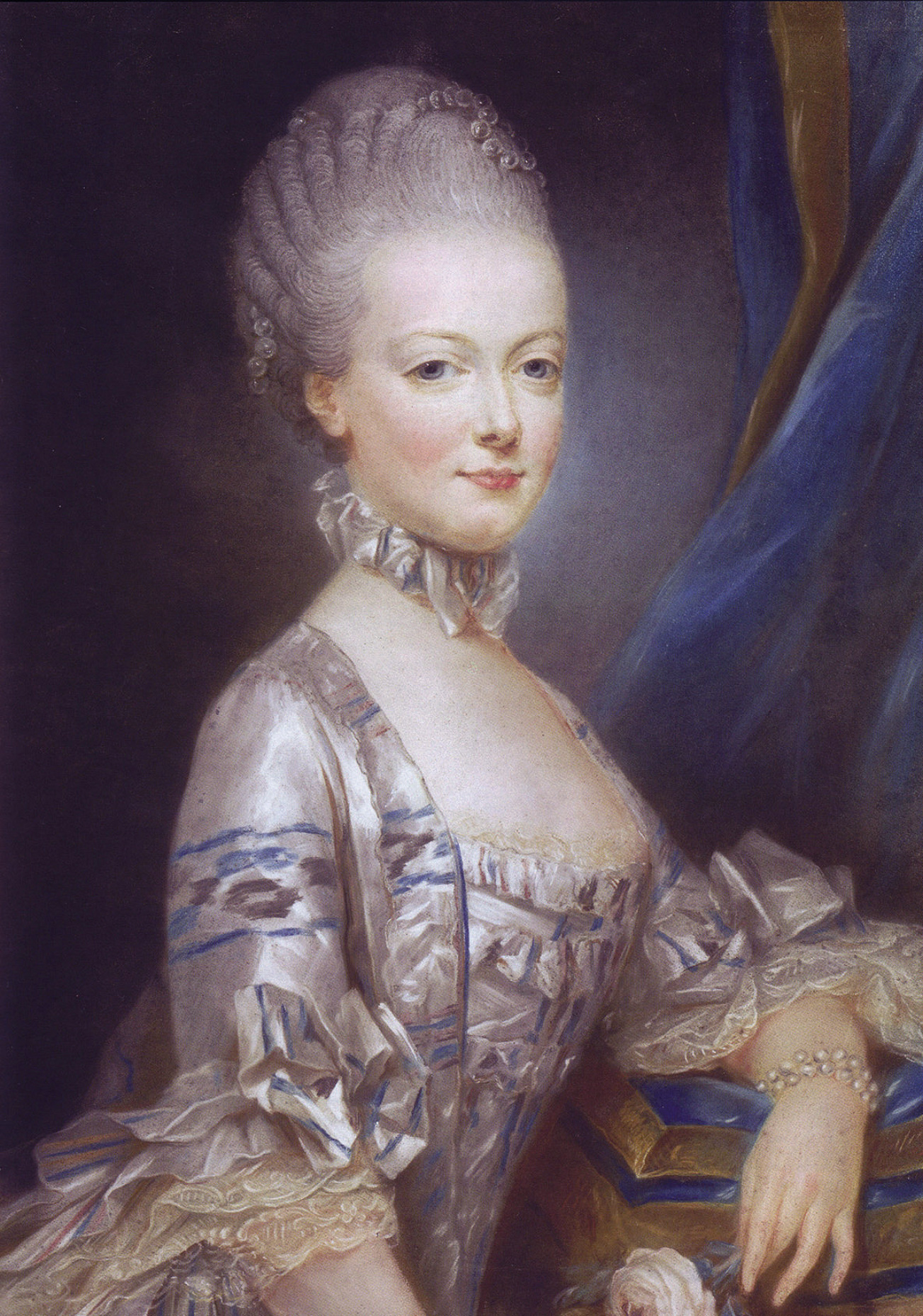
Pastel de Marie-Antoinette réalisé par Joseph Ducreux en 1769 à l'intention du Dauphin afin qu'il puisse faire connaissance de sa future épouse.

Dès le 17 avril 1770, Marie-Antoinette renonce officiellement à ses droits sur les couronnes dépendant de la maison d’Autriche. Le 19 avril 1770, on célèbre son mariage par procuration, à cinq heures du soir, dans l'église des Augustins. Seul le mariage de Louis XIV avec l'infante, fille aînée et potentielle héritière du roi d'Espagne, avait eu un semblable retentissement.
Deux jours plus tard, le 21 avril, au petit matin, Marie-Antoinette de Habsbourg-Lorraine la benjamine de la famille impériale, âgée de 14 ans et cinq mois, quitte définitivement Vienne et l'Autriche.
Sa mère lui fait alors un grand nombre de recommandations. De douloureux pressentiments entourent alors son départ de Vienne. Weber dit, dans ses mémoires :

« On a peine à se défendre de la superstition des pressentiments quand on a vu les adieux de Marie-Antoinette à sa famille, à ses serviteurs et à son pays, en 1770. Hommes et femmes se livrèrent aux mêmes expressions de la douleur. Les avenues, comme les rues de Vienne en retentirent. On ne rentrait chez soi qu'après avoir perdu de vue le dernier courrier qui la suivait, et l'on y rentrait que pour gémir en famille d'une perte commune. »

L'impératrice sa mère semble aussi touchée par le phénomène. Une anecdote raconte que l'abbé Joseph Gassner, ecclésiastique venu chercher l'asile à Vienne, se croyant inspiré par Dieu, à une question de Marie-Thérèse lui demandant comment allait sa fille, ne répondit pas, pâlit, et finit par articuler : « Madame, il est des croix pour toutes les épaules ».
Marie-Thérèse demanda aux princesses Charlotte et Louise de Hesse-Darmstadt, amies de Marie Antoinette, d'accompagner cette dernière en France.
En chemin pour la France, Marie-Antoinette croise le cortège de sa tante paternelle Anne-Charlotte de Lorraine, résolument opposée à l'alliance avec la France.

### Arrivée en France
Après environ trois semaines de voyage, le 7 mai 1770, la jeune Marie-Antoinette arrive à Kehl où elle doit participer au rite de « remise de l'épouse », tradition de l'Ancien Régime.
Au moment de quitter le Saint-Empire, tous les biens venant de son pays d’origine, même ses vêtements, lui sont retirés dans un bâtiment construit en bois à cet effet sur l'île aux Épis, au milieu du Rhin, entre les villes de Kehl et de Strasbourg, formant ainsi une sorte de « rite de passage » de sa vie de jeune fille à sa vie de femme mariée au dauphin.
Le choix de cette île, entre l'Allemagne et la France représente également une sorte de zone neutre : les deux entrées de ce bâtiment sont disposées de telle manière qu’elle y entre dans l'Empire et en ressort en France.
À cette occasion, lui est présentée sa première dame d'honneur, Mme de Noailles qui lui présente alors la duchesse de Villars, sa dame d'atours, ainsi que les comtesses de Mailly, de Tavannes, la duchesse de Picquigny et la marquise de Duras, ses secondes dames d'honneur,.
Une fois le rituel achevé, elle sort du bâtiment par la porte côté français, sous une pluie battante.
Arrivée à Strasbourg, le temps redevenu clément, elle est complimentée de toutes parts et à M. d'Autigny, préteur royal de la ville, qui s'adresse à elle en allemand, elle répond : « Non ! Ne parlez point allemand, s'il vous plaît. À dater d'aujourd'hui, je n'entends plus d'autre langue que le français ». Parvenue à l'Évêché, elle fait la connaissance du cardinal de Rohan qui l'attend et reçoit trente-six jeunes femmes de la noblesse d'Alsace,. Puis elle se rend le soir-même à la comédie où l'on donne alors Dupuis et Desronnais ainsi que la Servante maîtresse,. Le lendemain, remerciant M. d'Autigny du bel accueil qui lui avait été réservé, elle quitte Strasbourg pour cinq jours de voyage, au bout duquel elle rencontrera enfin le dauphin à qui elle est promise.
À Saverne, sa première étape, elle voit pour la première fois une résidence princière française, le château des princes évêques de Strasbourg, alors récemment embelli.
Puis le cortège entre en Lorraine, sur laquelle régnèrent ses ancêtres et qui est française depuis peu. Le 9 mai 1770, elle s'arrête à Nancy, ex-capitale du duché de Lorraine, lieu de naissance de son père et capitale ancestrale de sa maison. Elle se recueille en l'église des Cordeliers, devant les tombeaux de ses ancêtres paternels, les ducs de Lorraine et de Bar.
Le 10 mai 1770, elle passe à Bar-le-Duc, ancienne capitale du Duché de Bar. Le 11 mai, le cortège passe à Châlons-sur-Marne (siège de la généralité de Champagne) où « Madame la Dauphine » assiste à la représentation de La Partie de chasse d’ Henri IV, le 12 à Soissons où elle séjourne quarante-huit heures. Weber écrit aussi, à propos de ce voyage :

« Sur la route, tous les habitants des campagnes abandonnent leurs travaux pour venir la saluer. Les chemins sont jonchés de fleurs ; les jeunes filles, dans leurs plus belles parures, présentent leurs bouquets à la dauphine, qui sourit à la naïveté des unes, daigne répondre aux compliments des autres, et les accueille toutes avec bonté. À vingt lieues de Strasbourg, les habitants des villages voisins se sont rassemblés. On entendait de toutes parts retentir les cris de : « Vive la dauphine ! Vive le dauphin ! » Le chemin était obstrué par la foule. Les stores de sa voiture étaient levés et tous les spectateurs pouvaient contempler à loisir sa beauté, son sourire enchanteur, sa douce physionomie. De jeunes paysans se disaient l'un à l'autre : « Qu'elle est jolie, notre dauphine ! ». »

Le 14 mai 1770 à deux pas de Compiègne, la jeune dauphine rencontre le premier ministre, le duc de Choiseul, venu au-devant d'elle. Marie-Antoinette sait que le duc de Choiseul, favorable à l'alliance autrichienne, est l'artisan de son mariage.
La jeune princesse va ensuite attendre la cérémonie de son mariage près de Paris au château de la Muette, dont le dauphin Louis avait pris possession en 1764.
Si le peuple des campagnes se réjouit de l'arrivée de sa future souveraine, la jeune dauphine ignore tout de l'animosité qu'inspire à la cour — et à la famille royale — l'alliance de son pays d'origine et son pays d'accueil.
Elle fut surnommée « l’Autrichienne » (c'est une façon de dire qu'elle était étrangère à la nation) dès son arrivée à Versailles. La première à lui donner ce surnom fut Madame Adélaïde, tante de Louis XVI et fille de Louis XV, qui ne supportait pas son comportement « fantaisiste ».

## Dauphine de France
Le 16 mai 1770, Marie-Antoinette épouse le dauphin en la chapelle du Château de Versailles.

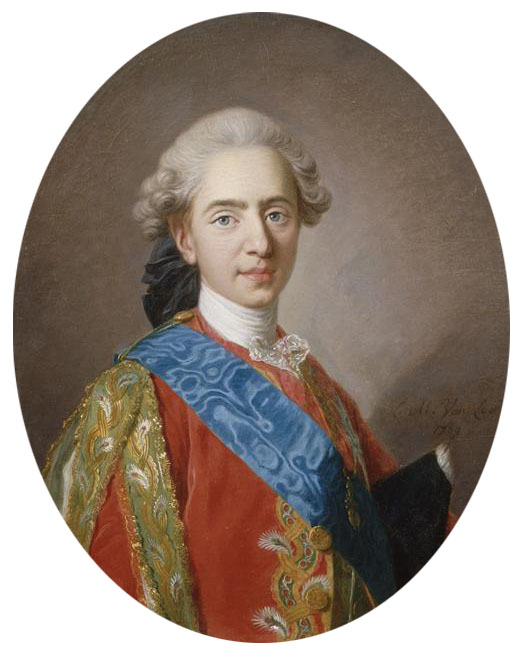
Louis Auguste de France, Dauphin du Viennois (1769).
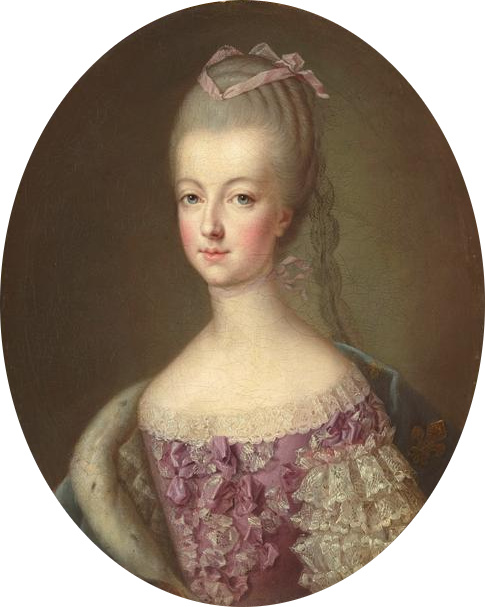
Marie-Antoinette vers 1770.

Le jour même des noces, un scandale d’étiquette a lieu : tout comme l'avaient fait leurs ancêtres en 1698 lors du mariage d'Élisabeth-Charlotte d'Orléans, nièce de Louis XIV avec le duc Léopold Ier de Lorraine (grand-père de Marie-Antoinette), les princesses de Lorraine (issues de la Maison de Guise, branche cadette de la Maison de Lorraine établie en France depuis deux siècles) arguant de leur (lointaine) parenté avec la nouvelle dauphine, ont obtenu de danser avant les duchesses, au grand dam du reste de la noblesse qui, suivant l'exemple des filles de Louis XV, murmure déjà contre « l’Autrichienne ».

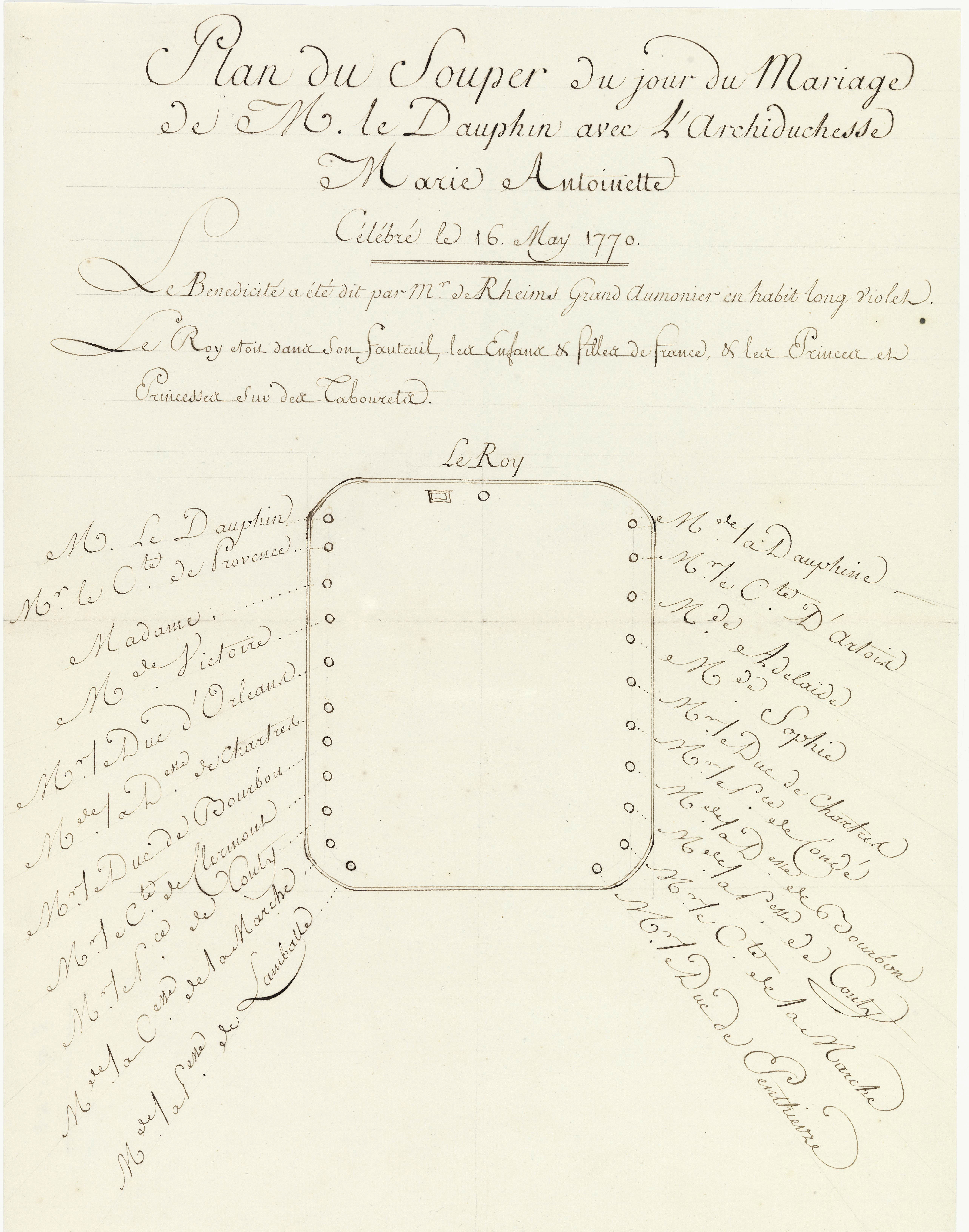
Plan du souper du jour du mariage de M. le Dauphin avec l’Archiduchesse Marie-Antoinette célébré le 16 mai 1770. Archives nationales. K/147/14/2.

Le soir du 30 mai 1770 place Louis XV (future place de la Révolution à Paris, où Louis et Marie-Antoinette seront guillotinés) où l'on fête le mariage princier, est tiré un feu d'artifice ; une fusée tombe sur les pièces d'artifice destinées au bouquet final, créant un incendie, puis une véritable panique, conduisant à la mort de plusieurs centaines de victimes (131 selon les chiffres officiels, mais en réalité vraisemblablement autour de 400). Bouleversés, le dauphin et la dauphine — qui n'ont que 15 ans — financeront sur leur cassette personnelle une importante aide aux victimes et à leurs familles.

## Les débuts à la cour
La jeune Dauphine, au physique agréable, est assez petite et ne possède pas encore la « gorge » si appréciée en France.
Elle est blonde, d'un blond assez soutenu tirant sur le roux, qui, sous la poudre, prend des reflets rosés. Ses yeux bleu pâle sont un peu trop saillants. Son visage, au vaste front bombé, considéré comme trop haut, offre un ovale très allongé. Le nez, qui promet d'être légèrement aquilin, offre peu de finesse. La jeune dauphine a néanmoins beaucoup de grâce et une légèreté presque dansante dans sa façon de se mouvoir.

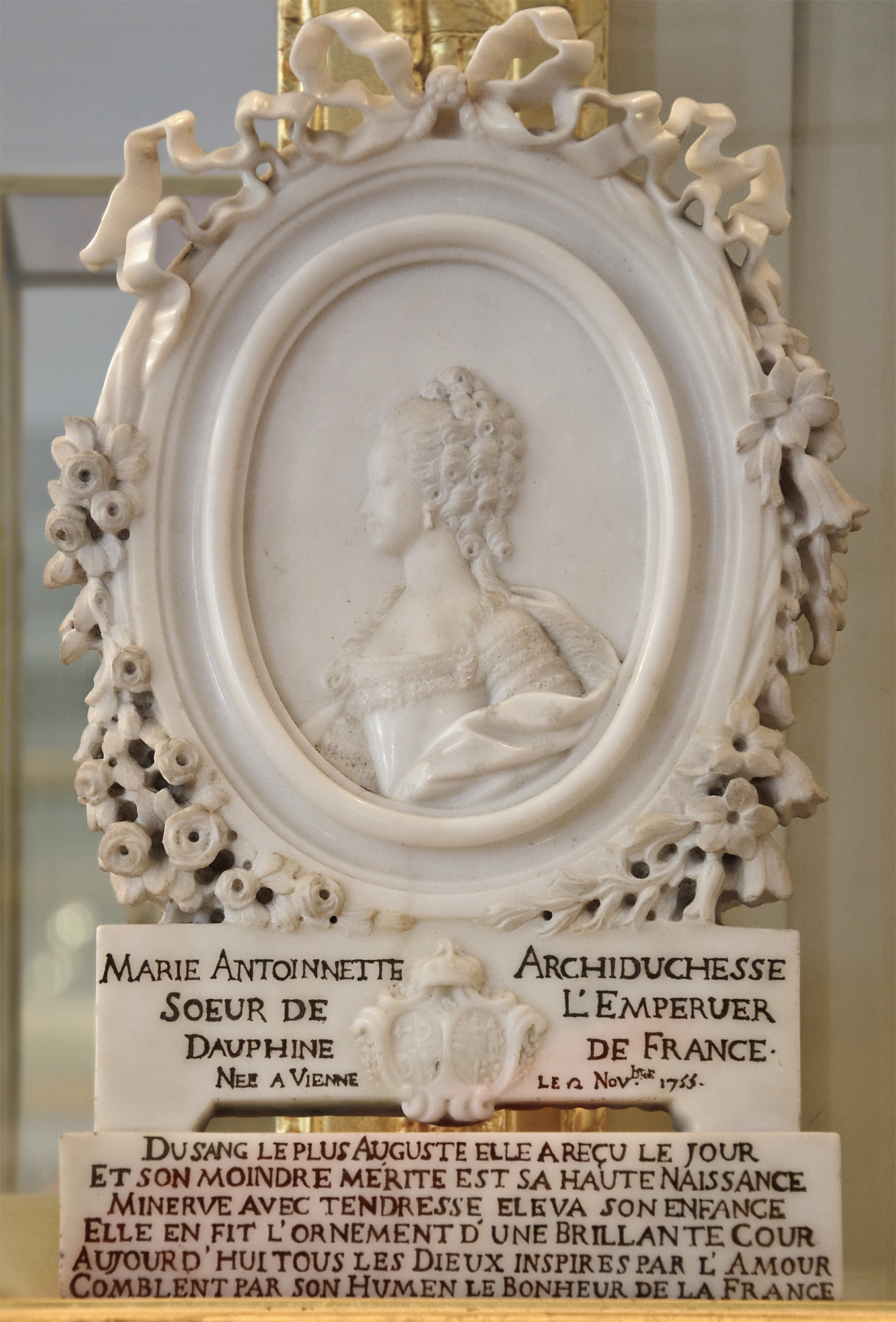
Profil en médaillon de la dauphine Marie-Antoinette en 1770, présenté lors de son mariage.
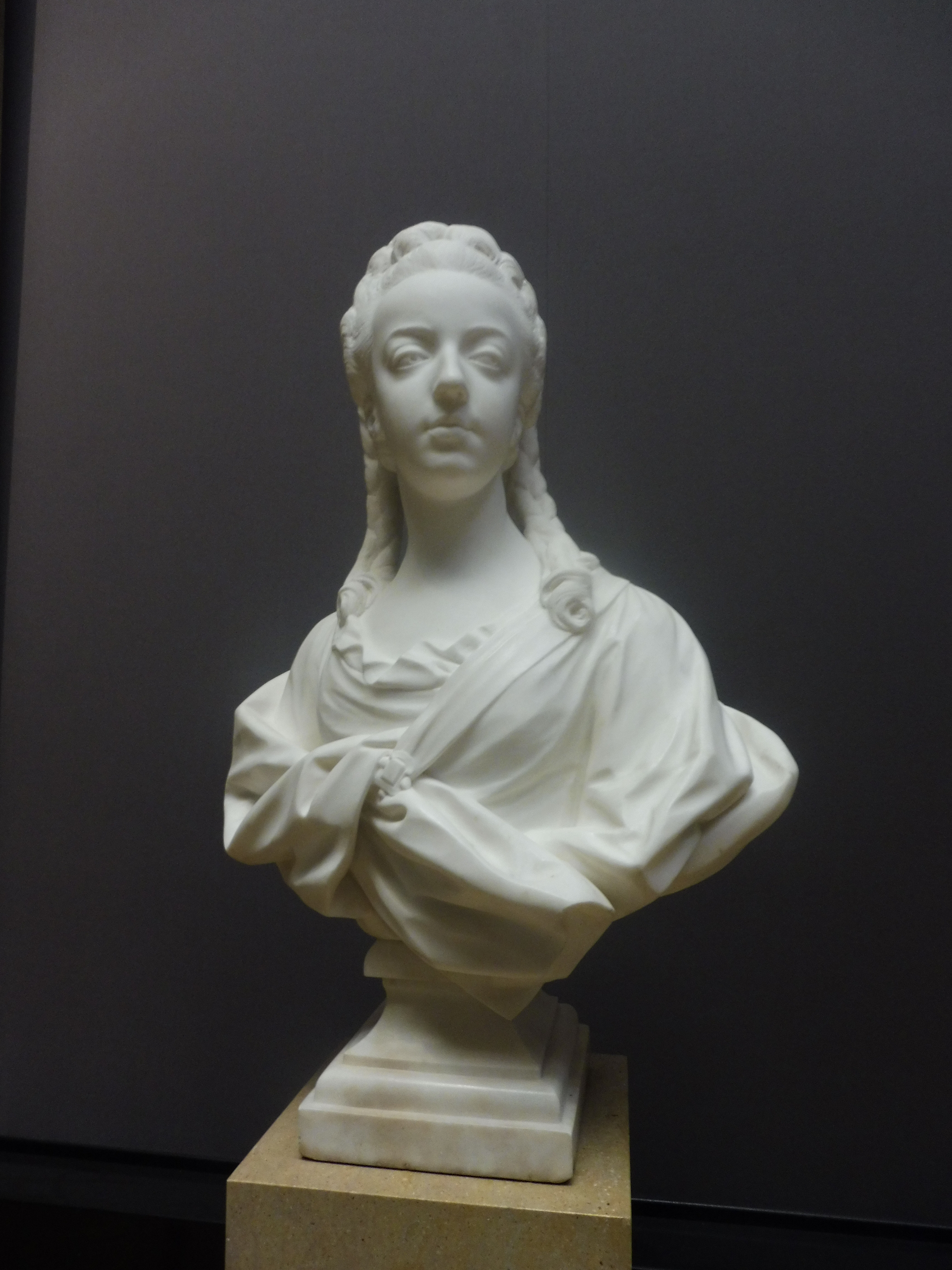
Buste de Marie-Antoinette, Dauphine de France, réalisé en 1771 par Jean-Baptiste II Lemoyne
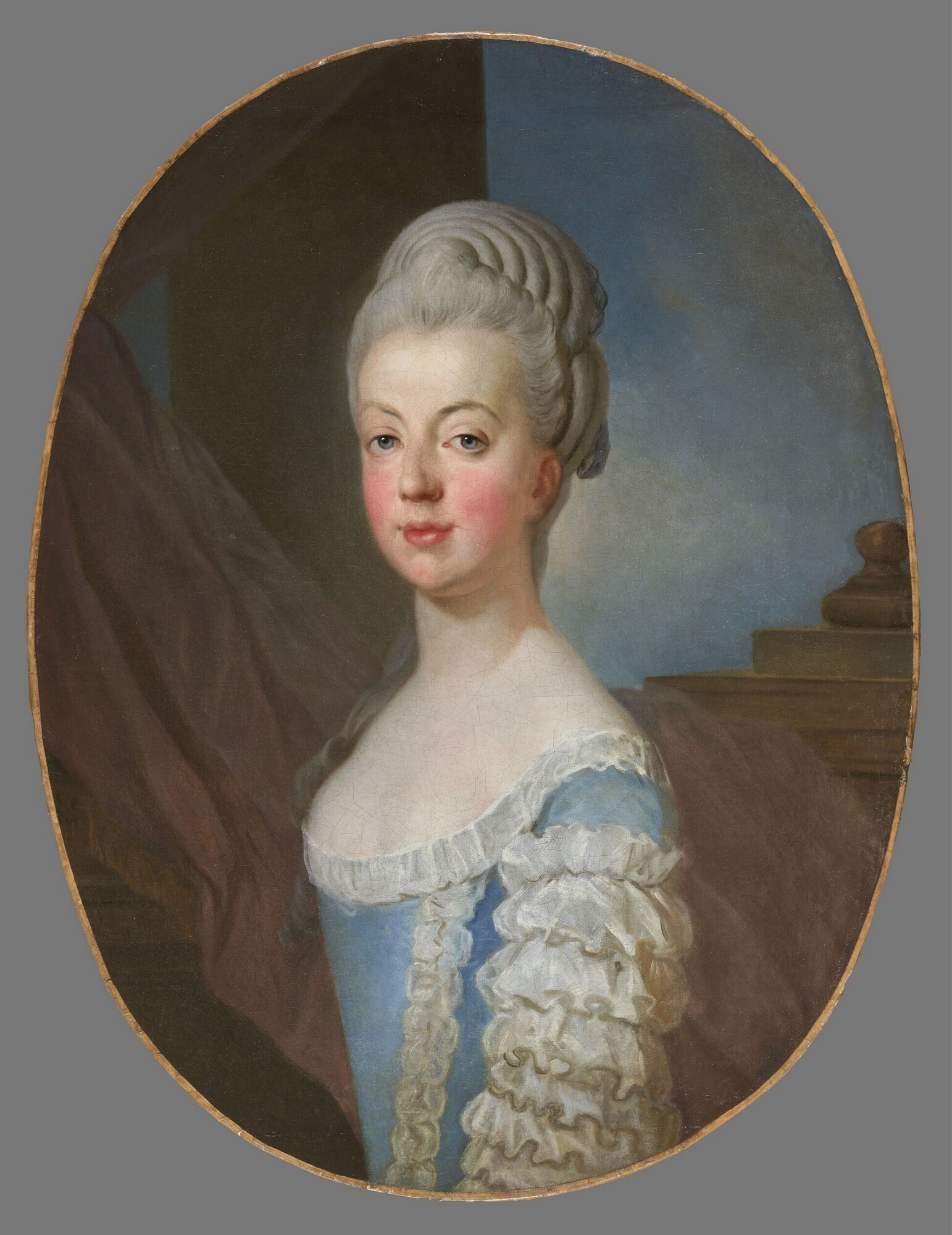
Joseph Siffred Duplessis, Marie-Antoinette, dauphine de 16 ans, 1771-1772.
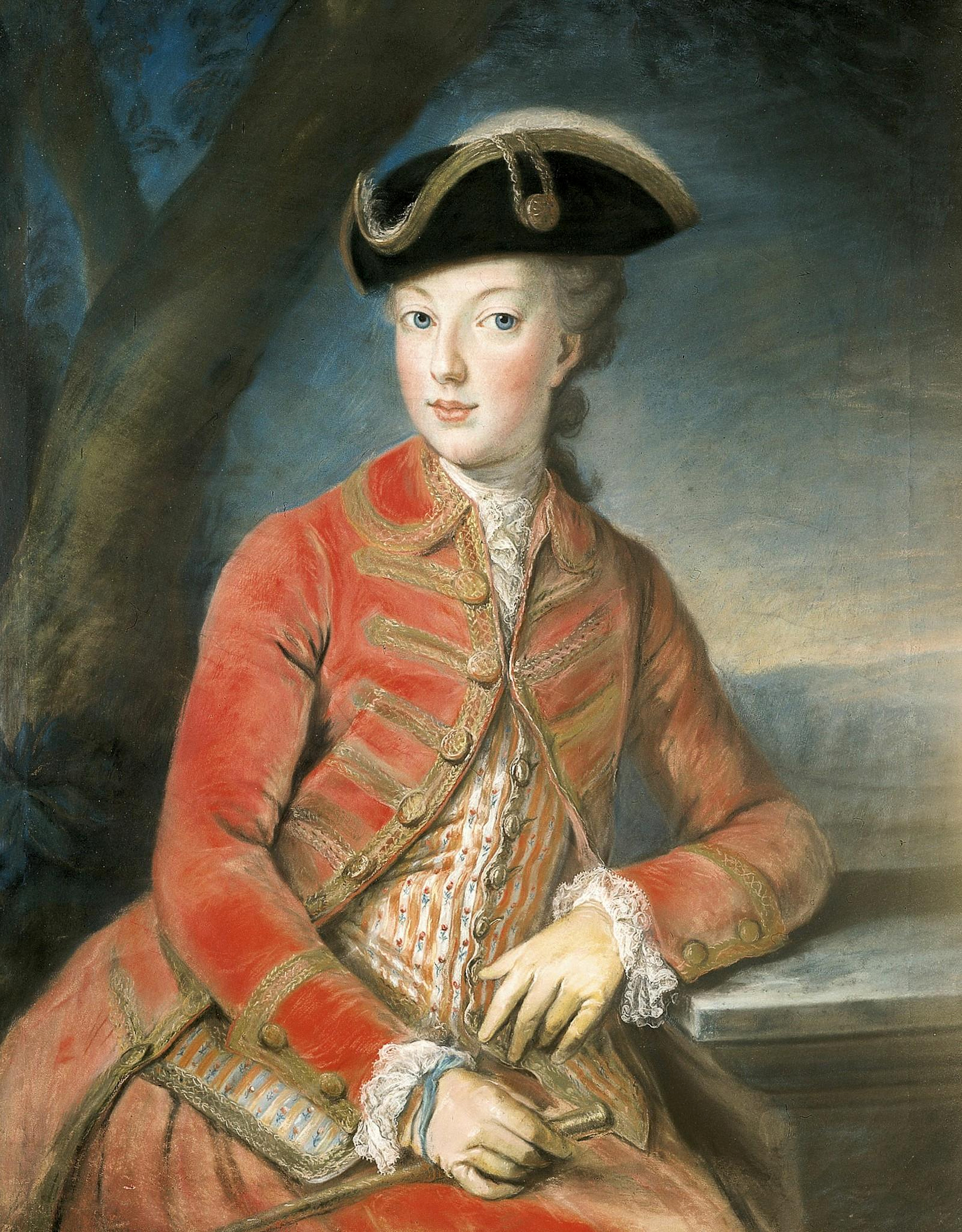
Joseph Kranzinger, Marie-Antoinette en costume de chasse rouge, vers 1772 (château de Schönbrunn).

Marie-Antoinette archiduchesse d’Autriche, arrière-petite nièce de Louis XIV, par sa grand-mère paternelle Élisabeth-Charlotte d'Orléans, duchesse de Lorraine et de Bar, objet vivant du « renversement des alliances » du roi Louis XV, elle attire dès son arrivée l’inimitié d’une partie de la cour marquée par près de trois-cents ans d'inimitié avec la Maison d'Autriche.
La jeune princesse, habituée à une vie simple de famille unie, a du mal à s’habituer à sa nouvelle vie. Etrangement, le Dauphin, son très jeune mari, l’aime mais par timidité l’évite, partant très tôt chasser ; après plusieurs semaines, le mariage n'est toujours pas consommé ce qui peut être un motif d'annulation en cour de Rome, inquiète l'impératrice et suscite les interrogations de la cour. Elle peine à s’habituer au cérémonial français, au manque d’intimité et subit péniblement « l’étiquette », rigide mode d’emploi de la cour. Son esprit se plie mal à la complexité et à la rouerie de la « vieille cour », au libertinage du roi Louis XV et de sa maîtresse la comtesse du Barry. Par ailleurs, elle est manipulée par « Mesdames Tantes », les filles célibataires du roi Louis XV, qui lui communiquent leur aversion pour la favorite royale, ce qui agace le roi faible mais inquiet pour son salut.
La Dauphine se fera bientôt une ennemie de la très belle comtesse : pendant les premiers temps, elle refuse de lui parler mais, forcée par Louis XV, et poussée par Marie-Thérèse sa mère, et le diplomate autrichien Florimond de Mercy-Argenteau — ambassadeur d’Autriche à Paris —, elle finit par adresser la parole à la comtesse lors de la réception du 1er janvier 1772 avec ces quelques mots qui passeront à l'histoire : « Il y a bien du monde aujourd'hui à Versailles ».
Marie-Antoinette ressortira humiliée de cet incident, surtout que Mesdames tantes verront dans son attitude un acte de haute trahison.
Marie-Antoinette écrit ainsi au comte de Mercy-Argenteau : « J’ai parlé une fois ; mais je suis bien décidée à en rester là, et cette femme n’entendra plus le son de ma voix ». En outre, Vienne tente de la manipuler par le biais de la volumineuse correspondance qu’entretient sa mère avec le comte de Mercy-Argenteau. Ce dernier est le seul sur lequel elle puisse compter, car le duc de Choiseul, celui qui avait permis le rapprochement de la France avec l’Autriche, est tombé en disgrâce moins d’un an après le mariage, victime d’une cabale montée par Mme du Barry.
Cette fameuse correspondance secrète de Mercy-Argenteau est une large source d’information sur les détails de la vie de Marie-Antoinette depuis son mariage en 1770 jusqu’au décès de Marie-Thérèse Ire en 1780. Selon l’auteur du livre regroupant cette correspondance : « Ces documents originaux ne se contentent pas de nous introduire dans son intimité, ils nous révèlent aussi comment Marie-Antoinette, dépourvue d’expérience et dénuée de culture politique, fut manipulée par sa famille autrichienne à laquelle elle demeura toujours attachée ».
Une tradition fait de Marie-Antoinette d'Autriche celle qui aurait officiellement introduit et popularisé en France le croissant à partir de 1770, d'où le nom de viennoiserie.

## Reine de France

### Accession au trône

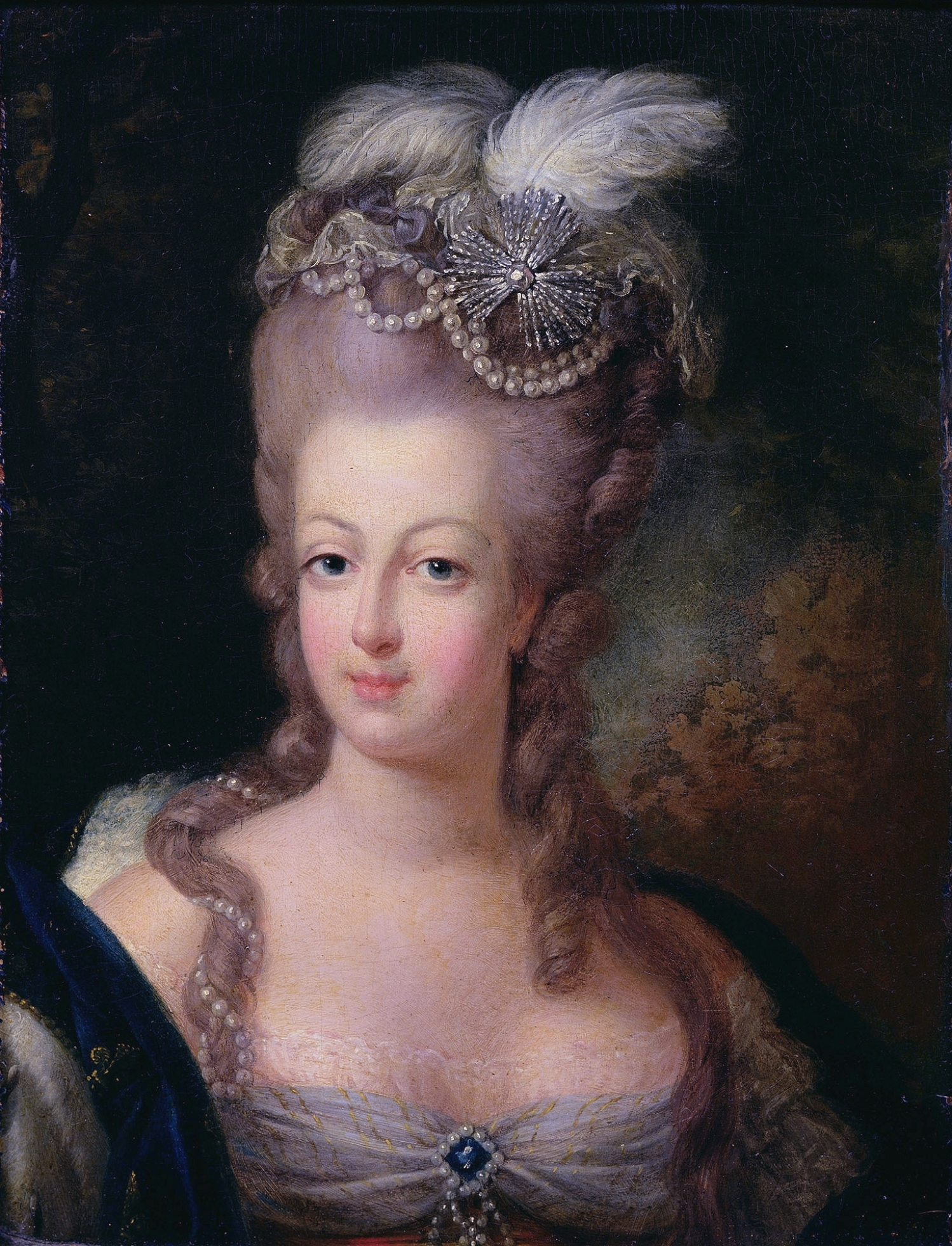
La reine en 1775, à 19-20 ans, coiffée dans le style pouf créé par Léonard.

Le roi Louis XV est mort le 10 mai 1774 et Marie-Antoinette devient reine de France et de Navarre à 18 ans. Toujours sans héritier à offrir à la France et toujours considérée comme une étrangère même par la famille royale qu'elle n'aime pas, la reine devient, dès l’été 1777, la cible de premières chansons hostiles qui circulent de Paris jusqu’à Versailles.
Une véritable cabale se monte contre elle dès son accession au trône, des pamphlets circulent, d'abord de courts textes pornographiques puis des libelles orduriers.
Ses déboires conjugaux étant publics — le mariage entre elle et Louis XVI met sept ans à être consommé — alors que son charme est évident et qu'elle affiche une certaine liberté de ton, on l’accuse d’avoir des amants (le comte d’Artois son beau-frère, le comte suédois Axel de Fersen) ou même des maîtresses (la duchesse de Polignac, la princesse de Lamballe), de dilapider l’argent public en frivolités (robes de Rose Bertin, parfums de Jean-Louis Fargeon) ou pour ses favoris, de faire le jeu de l’Autriche, désormais dirigée par son frère l’empereur du saint empire Joseph II.
Elle y est clouée au pilori comme une nymphomane perverse et bien vite la certitude de son insatiable érotisme se répand. Elle est décrite comme une « prostituée babylonienne », une « infâme tribade » ayant l'habitude, à Trianon, d'épuiser quotidiennement plusieurs hommes et plusieurs femmes pour satisfaire sa « diabolique lubricité ».
De plus, le couple royal n'arrive pas à procréer, ce qui alimente les rumeurs sur l'impuissance de Louis XVI ou la stérilité de Marie-Antoinette, rumeurs généreusement répandues par le comte de Provence — successeur potentiel de son frère — qui se juge seul apte à gouverner.
Le roi Louis se révèle en fait inexpérimenté, intimidé par sa femme avec qui il ne s'entend pas et par l'atmosphère mesquine de la cour. La reine Marie-Antoinette peu attirée par son époux, se montre réticente à accomplir le devoir conjugal.
Sa mère Marie-Thérèse, craignant pour la survie de l'Alliance franco-autrichienne et que sa fille puisse être répudiée, envoie son fils aîné Joseph le 19 avril 1777 à la Cour de France afin d’analyser au mieux la situation du couple. Un an plus tard, le couple donne naissance à sa première fille, Marie-Thérèse-Charlotte mais cette naissance tant attendue et si tardive apparaît suspecte et fait naître la rumeur de bâtardise de l'enfant, la paternité de la princesse étant attribuée au comte d'Artois ou au duc de Coigny.

### Portrait
Physiquement, Marie-Antoinette a les cheveux qui tirent vers le blond, les yeux bleu gris, le visage ovale et le nez aquilin. « Sa beauté n'est pas régulière. […]. D'aucuns lui reprochent aussi la mâchoire trop forte des Habsbourg et une poitrine trop abondante. […]. Elle est « grande, admirablement faite » avec « des bras superbes » (Mme Vigée-Lebrun). […]. « Sa peau, dit encore sa portraitiste, était si transparente qu'elle ne prenait point d'ombre. » […]. « C'était la femme de France qui marchait le mieux » (Vigée-Lebrun) […]. « On n'a jamais fait la révérence avec tant de grâce » s'émerveille Tilly. Elle salue dix personnes en se ployant une seule fois. De la tête et du regard elle donne à chacun ce qui lui revient. […]. L'intelligence n'est pas moins vive. La correspondance le montre ».
« Marie-Antoinette ne peut souffrir les personnages ennuyeux ». On dit d'elle qu'elle a un bon caractère mais qu'elle est en même temps partiale. « Le trait déplaisant de son caractère est la partialité. […]. Beaucoup accusent Marie-Antoinette de légèreté. À commencer par sa propre mère. […]. Elle aime seulement à se divertir, […] ».
Marie-Antoinette aime le théâtre, la comédie, le jeu (pharaon, trictrac, billard…).

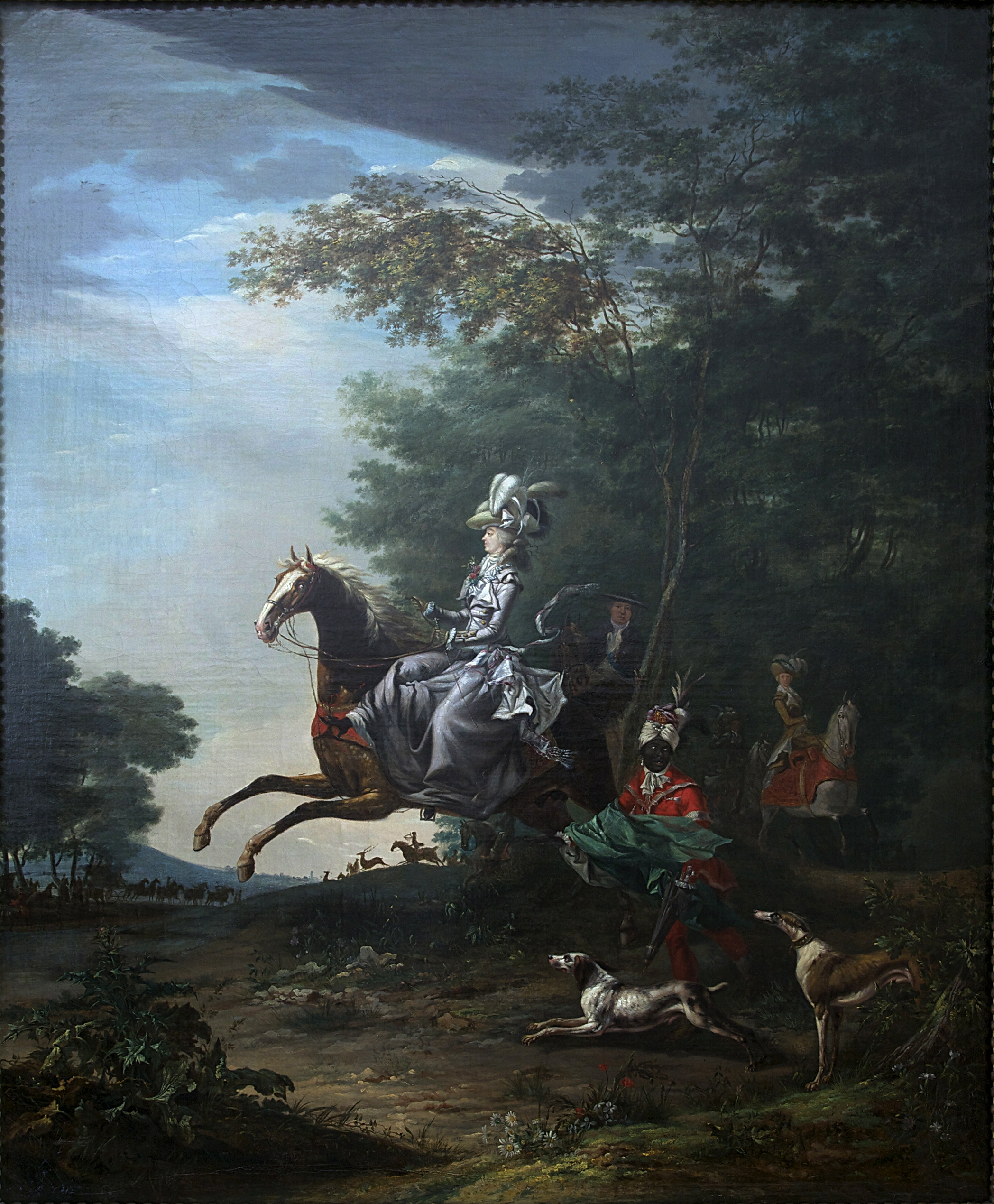
Marie-Antoinette chassant à courre, par Louis-Auguste Brun, 1783.

Elle aime la danse (« On dit qu'elle ne danse pas en mesure, écrit Horace Walpole, mais alors c'est la mesure qui a tort ») et la musique. Elle chasse également. Le duc de Croÿ rapporte qu'« elle monte supérieurement ».

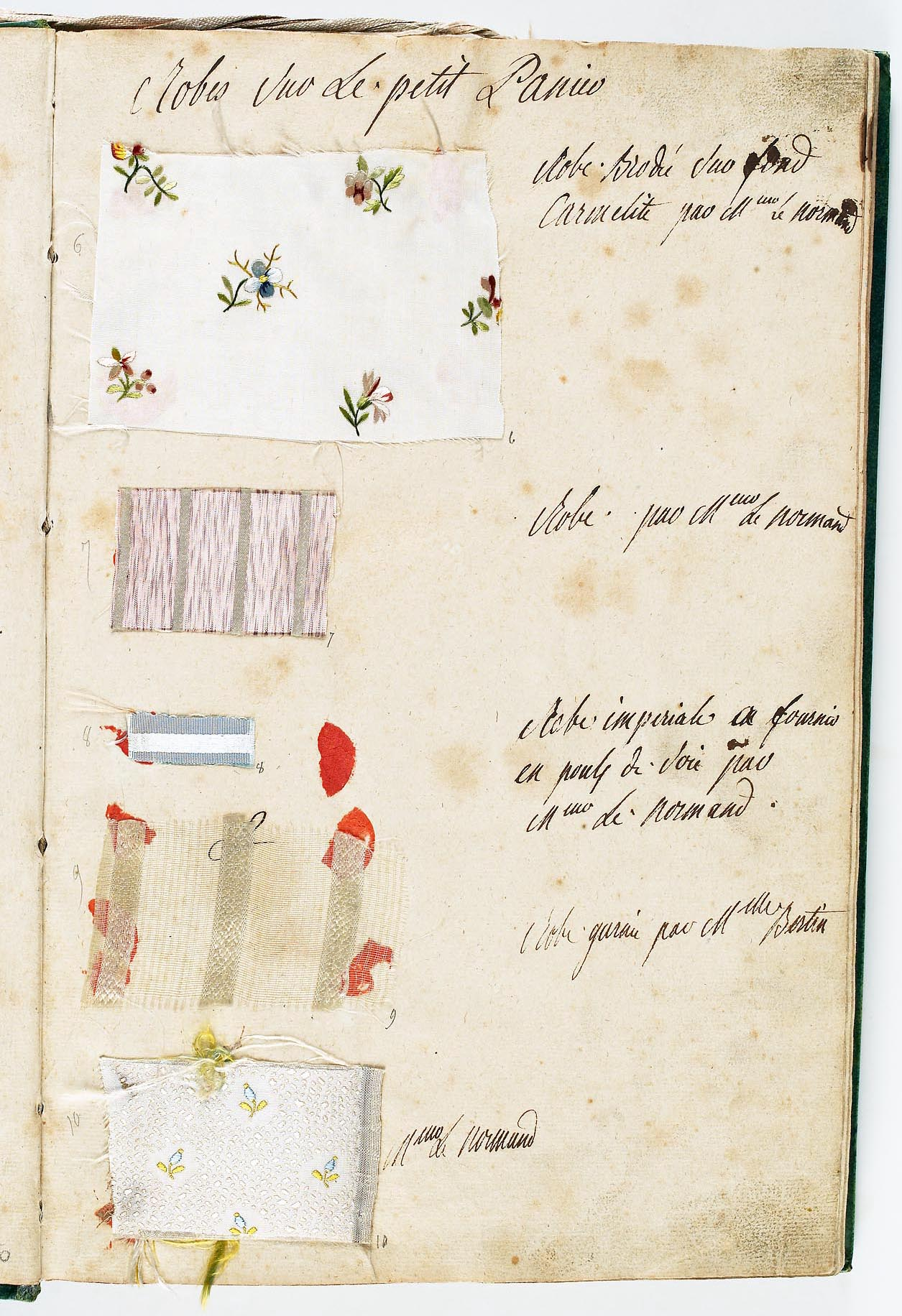
Gazette des atours de Marie-Antoinette, 1782 (4 sur 43). Archives nationales AE/I/6 no 2.

Elle aime les toilettes. Pour le choix de ses tenues, elle bénéficie des conseils de Rose Bertin, pour les parfums de celui de Jean-Louis Fargeon, et pour les coiffures de celui de Léonard-Alexis Autié. Elle aime également les voyages dans les différents châteaux de la Cour autour de Paris, l'aménagement intérieur et la décoration. Elle lit, même si la lecture n'est pas son passe-temps préféré.

« On lui passe difficilement ses bals et ses soirées dansantes chez ses amies ou ses beaux-frères. On ne lui pardonne pas les bals masqués de l'Opéra, inconvenants, juge-t-on, pour une reine de France. Malheureusement elle en raffole, et s'y fait conduire plusieurs fois pendant le carnaval. […]. On lui reproche aussi sa passion du jeu. Tous les soirs, elle joue au Pharaon jusqu'à deux ou trois heures du matin. […]. L'opinion publique lui fait grief de ses goûts dispendieux en matière de toilettes et de réceptions. Elle aime les toilettes, c'est vrai, mais ses fournisseurs en profitent abusivement. […]. Pour les réceptions et les voyages, Marie-Antoinette manifeste parfois des exigences coûteuses. […]. La reine agit de même pour les aménagements et décorations de ses appartements. Tout doit être fait tout de suite, et sans avoir égard au coût de l'opération. […]. En décoration son goût n'est pas toujours le meilleur, mais il est parfait en musique. Musicienne elle-même – elle chante et joue de la harpe et de la flûte –, elle exerce dans cet art un intelligent mécénat. Elle protège Gluck, son ancien professeur de musique, et surtout elle réalise fort bien le caractère novateur de son art. »

« Souvent même, elle paraît plus proche de la philosophie nouvelle que de la religion. Sa piété est jugée tiède. »

Si les actes de piété ne sont pas ce que la postérité retiendra de ce personnage, sa dernière lettre à Élisabeth de France, sœur du Roi, confirme la foi de la Reine. Dans les instants tragiques séparant sa condamnation à mort de son exécution, après avoir délicatement refusé le prêtre assermenté à la constitution civile du clergé, elle accomplit son devoir de chrétienne, pardonner et demander pardon :

« Je meurs dans la religion catholique, apostolique et romaine, dans celle de mes pères, dans celle où j’ai été élevée, et que j’ai toujours professée. […] Je demande sincèrement pardon à Dieu de toutes les fautes que j’ai pu commettre depuis que j’existe. J’espère que, dans Sa bonté, Il voudra bien recevoir mes derniers vœux, ainsi que ceux que je fais depuis longtemps, pour qu’Il veuille bien recevoir mon âme dans Sa miséricorde et Sa bonté. Je demande pardon à tous ceux que je connais et à vous ma sœur, en particulier, de toutes les peines que, sans le vouloir, j’aurais pu leur causer. Je pardonne à tous mes ennemis le mal qu’ils m’ont fait. »

### Rôle politique

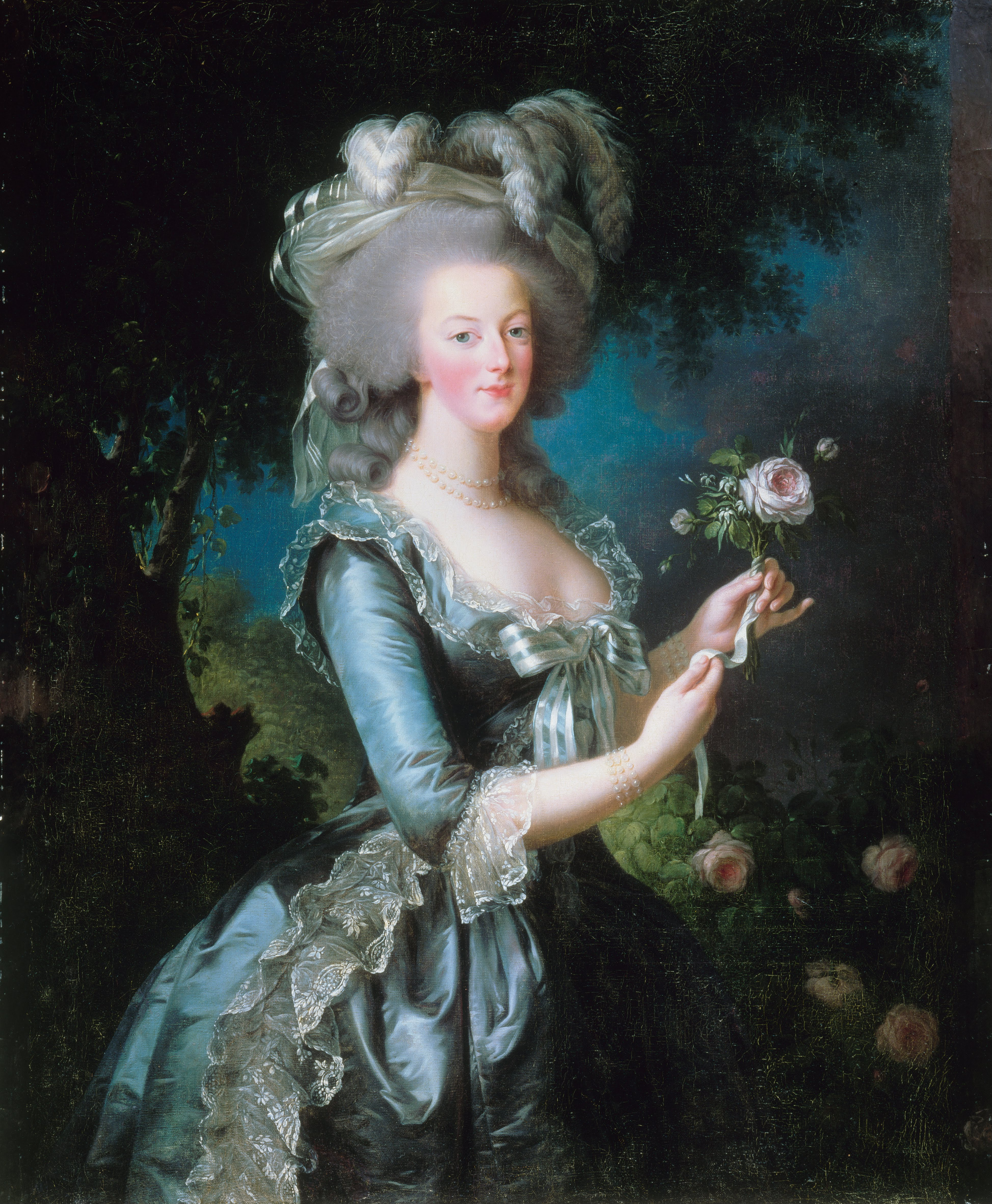
Marie-Antoinette par Élisabeth Vigée Le Brun (1783).

Si elle a longtemps mené une vie insouciante, entre les intrigues de la Cour et sa ferme de Trianon, elle tente d’influencer la politique du roi, de faire et défaire les ministres, toujours sur les conseils intéressés de ses amis. Mais, contrairement à la rumeur, son rôle politique s’avère extrêmement limité. Le baron Pichler, secrétaire de Marie-Thérèse Ire, résume poliment l’opinion générale en écrivant : « Elle ne veut être ni gouvernée ni dirigée, ni même guidée par qui que ce soit. C’est le point sur lequel toutes ses réflexions paraissent jusqu’à présent s’être concentrées. Hors de là, elle ne réfléchit encore guère, et l’usage qu’elle a fait jusqu’ici de son indépendance le prouve assez, puisqu’il n’a porté que sur des objets d’amusement et de frivolité. » Une lettre adressée le 22 septembre 1784 à son frère Joseph montre les limites de l'influence politique de la Reine : « Je ne m'aveugle pas sur mon crédit ; je sais que, surtout pour la politique, je n'ai pas grand ascendant sur l'esprit du roi. Serait-il prudent pour moi d'avoir avec son ministre des scènes sur des objets sur lesquels il est presque sûr que le roi ne me soutiendrait pas ? Sans ostentation ni mensonge, je laisse croire au public que j'ai plus de crédit que je n'en ai véritablement, parce que, si on ne m'en croyait pas, j'en aurais encore moins ».
Comme bien des conjoints de chef d'État, la reine Marie-Antoinette manifeste son intérêt pour la cause de l'Enfance en acceptant, en 1788, d'être la présidente d'honneur, la fondatrice honoraire et la protectrice de la Société de Charité maternelle, créée par Anne-Françoise de Fougeret.

### Vie à la Cour
S’entourant d’une petite cour d’amis vite qualifiés de favoris (la princesse de Lamballe, le duc de Lauzun, le baron de Besenval, le duc de Coigny puis la comtesse de Polignac plus enjouée et spirituelle que la princesse de Lamballe qu'elle juge trop pieuse et timorée), elle suscite les jalousies des autres courtisans surtout après avoir évincé de sa cour les vieux aristocrates. Ses toilettes et les fêtes coûteuses qu’elle organise profitent au rayonnement de la France, notamment pour la mode et le commerce du textile, mais sont critiquées, bien qu’elles soient une « goutte d’eau » dans les dépenses générales de la cour, des administrations, ou comparées au niveau de vie de certains princes de sang ou seigneurs menant grand train. Au total, les dépenses de la cour ne représentent que 7 % du budget du royaume, soit guère plus que les règnes précédents.
« Elle tient grand couvert et reçoit trois fois par semaine à Versailles. »
Pour retrouver à Versailles ce qu’elle a connu à Vienne — une vie plus détendue en famille avec ses amis —, elle va souvent avec quelques privilégiés au Petit Trianon — construit par Louis XV sous l'impulsion de sa maîtresse, Madame de Pompadour, qui mourra avant que celui-ci ne soit terminé, puis que Louis XVI offrit à Marie-Antoinette. Elle fait construire un village modèle, le Hameau de la Reine, où elle installe des fermiers. Dans son petit théâtre, elle joue notamment Le Barbier de Séville de Beaumarchais et tient souvent des rôles de servante devant un Louis XVI amusé. Par son désir de plaisirs simples et d’amitiés exclusives, Marie-Antoinette va vite se faire de plus en plus d’ennemis, même à la cour de Versailles.

« Les escapades de Marie-Antoinette sont aussi fréquentes. Si Marly est délaissé — le cérémonial paraissant encore plus gênant qu'à Versailles — le petit Trianon a toute la faveur de la reine. […] Enthousiaste, la baronne d'Oberkirch ne s'étonne pas que la reine y reste « la plus grande partie de la belle saison ». Les usages ne sont pas ici ceux de la Cour, ils imitent plutôt la simplicité de vie de la gentilhommerie. La reine « entrait dans son salon sans que le piano-forte ou les métiers de tapisserie fussent quittés par les dames, et les hommes ne suspendaient ni leur partie de billard ni celle de trictrac ». Trianon offre peu de logements. Aussi les invités dînent-ils avec la reine, passent l'après-midi, soupent puis reviennent coucher à Versailles. Le roi et les princes (sauf Madame Élisabeth) viennent en galopins. Dames d'honneur et du palais n'y sont pas davantage établies, mais, par grâce royale, peuvent y venir souper les mercredis et samedis, nommés ainsi « jours du palais ». Vivre en particulier loin de la pompe monarchique, échapper à la tyrannie de l'étiquette, abandonner les fastueux mais encombrants habits de Cour pour « une robe de percale blanche, un fichu de gaze, un chapeau de paille », fait le bonheur de Marie-Antoinette. Au hameau — auquel on a donné « à grands frais l'aspect d'un lieu bien pauvre » — la reine joue à la fermière, regarde pêcher dans le lac ou assiste à la traite des vaches. »

« Après la mort de la marquise de Pompadour (1764), l'arrivée en France de l'archiduchesse Marie-Antoinette en 1770 ranime la vie musicale à Versailles. La dauphine cultive le chant, touche le clavecin et la harpe. […]. Plus que son talent de harpiste, la protection qu'elle accorde aux musiciens « constitue son vrai mérite musical ». Négligeant peintres et écrivains, la reine met son influence au service des musiciens, attire à la Cour Gluck (1773), Piccinni — le maître le plus célèbre d'Italie (1776) —, Sacchini (1781), favorise la carrière de Grétry. Très attachée à l'auteur de Richard Cœur de Lion, elle le nomme directeur de sa musique particulière (1787), lui obtient dons et pensions, accepte d'être la marraine d'une de ses filles, favorise la création de ses opéras-comiques à Versailles, Fontainebleau ou Trianon. Dès son arrivée à la Cour, le chevalier Gluck, son ancien professeur à Vienne, est comblé d'honneurs. Six mille livres de pension et autant pour chaque opéra qu'il fera jouer doivent le retenir à Versailles. »

Depuis 1774 et jusqu'à sa mort en 1784, Philipp Joseph Hinner (de), « maître de harpe de la reine », enseigne la harpe à Marie-Antoinette.

« Marie-Antoinette suit son exemple [de Madame de Pompadour]. Dauphine, elle courait avec son mari les salles parisiennes. Reine, elle ne change pas ses habitudes. « Sa Majesté, écrit Mercy-Argenteau en 1777, est venue aux spectacles de Paris deux ou trois fois chaque semaine. » Avec ses belles-sœurs elle anime agréablement sa société intime : elle apprend à jouer et possède son théâtre à Trianon. Au printemps 1780, elle devient actrice, avec une prédilection pour les comédies à ariettes. »

« Vrai et gai. La cour de France lui doit pour une bonne part le charme riant de ses derniers feux. Se plaisant à la vie de famille et aux simples réunions amicales, elle fait aménager pour sa vie intime à Versailles, Fontainebleau, Compiègne et Saint-Cloud, des petits appartements tapissés de toiles peintes à motifs de fleurs et d'oiseaux, ornés de lambris blancs et de glaces. Ennemie du cérémonial et de l'étiquette, elle invente un nouveau style de vie et de divertissement. À Marly, par exemple, en 1788, elle établit une espèce de café, où les seigneurs et les dames vont prendre leur petit déjeuner le matin. On se met à une petite table, et chacun se fait servir ce qu'il veut »

Les papiers personnels de Marie-Antoinette, dont sa correspondance secrète avec Axel de Fersen sont conservés aux Archives nationales (site de Pierrefitte-sur-Seine), sous la cote 440AP. La consultation se fait uniquement sous forme de microfilms. L'analyse de l'encre des mentions occultées de ses lettres à Axel de Fersen a permis de confirmer les sentiments amoureux qu'elle lui manifestait,,.
Dans la lettre datée du 4 janvier 1792, Marie-Antoinette lui a précisé : « je vais finir, non pas sans vous dire mon bien cher et tendre ami que je vous aime à la folie et que jamais jamais je ne peux être un moment sans vous adorer » (analyse réalisée par spectrométrie de fluorescence des rayons X, micro-faisceau μXRF).

### La Maison de la Reine

#### Surintendante de la Maison de la Reine
- 1775-1791 : Marie-Thérèse-Louise de Savoie-Carignan

#### Première dame d'honneur
- 1770-1775 : Anne-Claude-Louise d'Arpajon
- 1775-1791 : Laure-Auguste de Fitz-James
- 1791-1792 : Geneviève de Gramont

#### Dame d'atours
- 1770-1771 : Amable Gabrielle de Noailles
- 1771-1775 : Adélaïde-Diane-Hortense Mancini-Mazarin
- 1775 : Laure-Auguste de Fitz-James
- 1775-1781 : Marie-Jeanne de Talleyrand-Périgord
- 1781-1791 : Geneviève de Gramont

#### Dames du palais
- 1770-1775 : Louise-Félicité de Brehan
- 1770-1775 : Marie-Jeanne de Talleyrand-Périgord
- 1770-1775 : Laure-Auguste de Fitz-James
- 1770-1785 : Marie-Éléonore de Lévis-Châteaumorand
- 1770-1789 : Gabrielle Pauline Bouthillier de Chavigny
- 1770-1791 : Louise-Charlotte de Noailles
- 1780-1782 : Thérèse-Lucy de Rothe
- 1782-1789 : Louise d'Esparbès de Lussan
- 1782-1792 : Louise-Emmanuelle de Châtillon
- 1786-1789 : Henriette Lucy Dillon

#### Première femme de chambre
- 1770-1788 : Julie Louise Bibault de Misery, précédemment première femme de chambre de Marie Leszczynska
- 1788-1792 : Henriette Campan, précédemment survivancière de madame de Misery
- 1776 (?)- 1792 : madame Thibault, précédemment survivancière de mademoiselle Perrin
- 1776-1792 : madame Thierry de Ville-d'Avray[35], puis madame de Jarjayes[36] se succèdent comme survivancières de madame Thibault

#### Lectrices
- Rosalie de Beauchamp[37] (comtesse de Neuilly)[38]
- Madame de La Borde[38]

#### Grand aumônier de la Reine
- 1774 : François de Fontanges, archevêque de Toulouse
- 1774-1780 : Pierre Augustin Bernardin de Rosset de Rocozels de Fleury, évêque de Chartres
- 1780-1789 : Louis Hector Honoré Maxime de Sabran, évêque de Laon

#### Premier aumônier de la Reine
- 1774-1780 : Louis Hector Honoré Maxime de Sabran
- 1780-1789 : Camille de Polignac, évêque de Meaux

#### Aumônier ordinaire
- Roch-Étienne de Vichy, vicaire général d'Évreux

#### Confesseurs de la Reine
- 1770-1789 : abbé Mathieu-Jacques de Vermond, professeur de français, lecteur et confident, secrétaire de cabinet.
- 1792 : abbé Jean-Jacques Poupart
- 1793 : abbé Magnin et abbé Cholet, prêtre vendéen, qui lui donna les sacrements la veille de sa comparution devant le Tribunal révolutionnaire.

#### Chancelier de la Reine
- 1774-1787 : Antoine-René de Voyer de Paulmy d'Argenson

### L’affaire du Collier
En juillet 1785, éclate l’« affaire du Collier » : les joailliers Boehmer et Bassange réclament à la reine 1,6 million de livres pour l’achat d’un collier de diamants dont le cardinal de Rohan a mené les tractations, au nom de la reine. La reine ignore tout de cette histoire et, quand le scandale éclate, sur demande de cette dernière, le roi exige que le nom de sa femme soit lavé de l’affront. Le cardinal est arrêté en pleine journée dans la Galerie des Glaces, sous les yeux des nombreux courtisans. Le roi confie l’affaire au Parlement, l’affaire est jugée par Étienne François d'Aligre, qui conclut à la culpabilité du couple d’aventuriers à l’origine de l’affaire, les prétendus « comte et comtesse de la Motte » et disculpe le cardinal de Rohan et le comte de Cagliostro, abusés mais innocents.
Le cardinal de Rohan, aussi innocent que la Reine dans cette affaire, s’est laissé manipuler par Madame de La Motte. Le Cardinal, frivole et volubile, est ignoré par la Reine depuis qu'il a mécontenté sa mère, Marie-Thérèse, alors qu'il était ambassadeur de France à la Cour d'Autriche, des années plus tôt.
Lorsque « Madame de la Motte », qui se dit amie et cousine de Marie-Antoinette, confie au Cardinal les tractations avec le bijoutier, il se rappelle que Madame de La Motte lui a obtenu, un an auparavant, un rendez-vous avec Marie-Antoinette — en réalité, la prostituée Nicole Leguey qui ressemblait à s’y méprendre à la reine — un soir dans le parc de Versailles, au bosquet de Vénus. Elle met en route une fausse correspondance ; le naïf mais ambitieux Cardinal accepte donc sa mission avec zèle, clamant à qui voulait l'entendre qu'il était enfin devenu « intime » de Sa Majesté.
La reine, bien qu’innocente, sort de l’affaire du collier déconsidérée auprès du peuple. Non seulement l'affront ne fut pas lavé, mais il généra une réelle campagne de désinformation étendue à tout le royaume. C'est à la même époque qu'est diffusée une littérature diffamante à propos des amours de la reine et du roi. Parmi ces représentations, l'une fut très populaire : Les Amours de Charlot et Toinette, caricatures du couple royal (1789), un succès de librairie.
Marie-Antoinette se rend enfin compte de son impopularité et tente de réduire ses dépenses, notamment en réformant sa maison, ce qui déclenche plutôt de nouveaux éclats quand ses favoris se voient privés de leurs charges. Rien n’y fait, les critiques continuent, la reine gagne le surnom de « Madame Déficit » et on l’accuse de tous les maux, notamment d’être à l’origine de la politique anti-parlementaire de Louis XVI.

### Événements de 1789

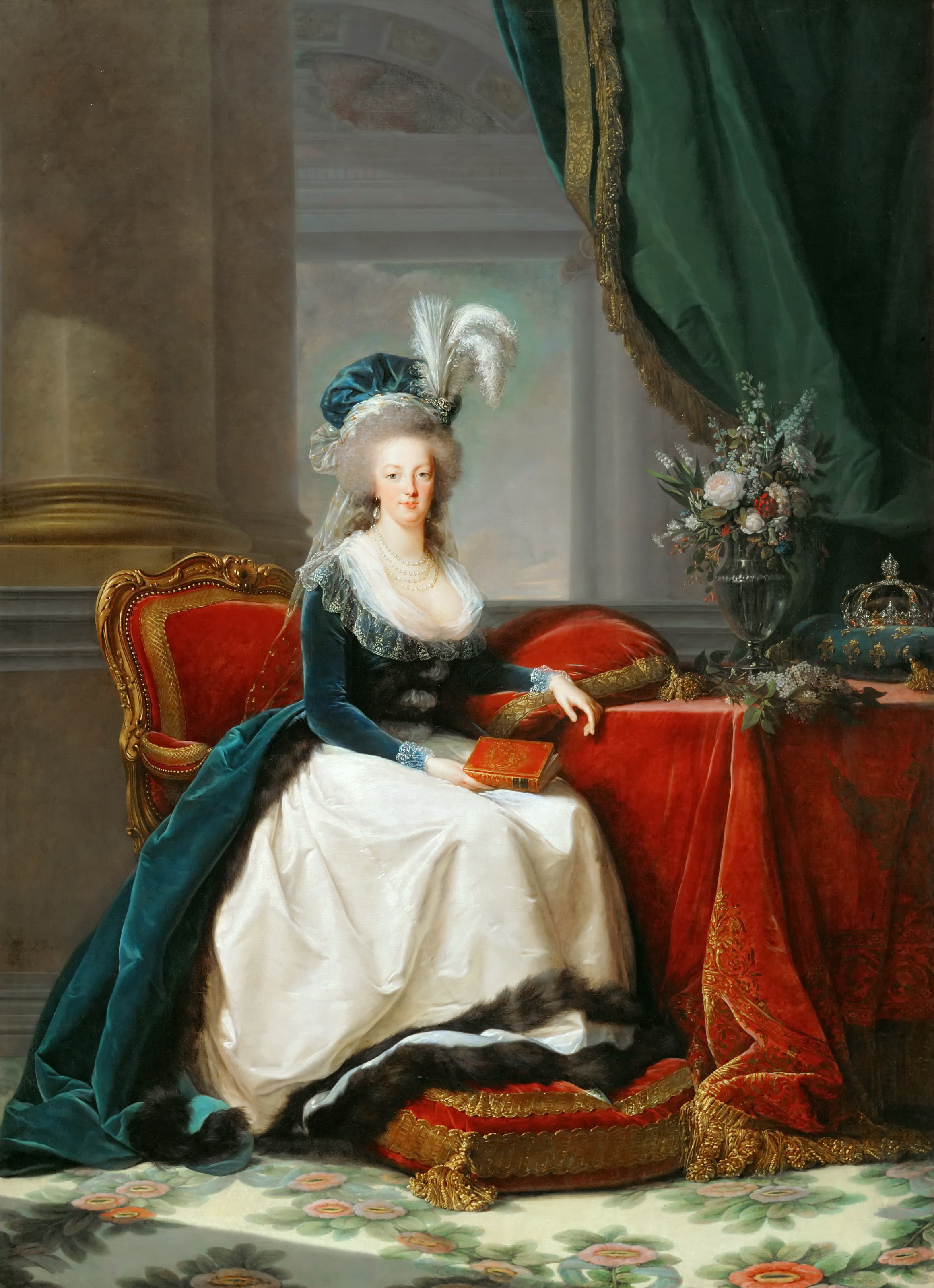
Portrait de Marie-Antoinette par Élisabeth Vigée Le Brun (1788).

Le 5 mai 1789 s’ouvrent les États généraux. Lors de la messe d’ouverture, Mgr de La Fare, qui est à la chaire, attaque Marie-Antoinette à mots à peine couverts, dénonçant le luxe effréné de la cour et ceux qui, blasés par ce luxe, cherchent le plaisir dans « une imitation puérile de la nature », allusion évidente au Petit Trianon.

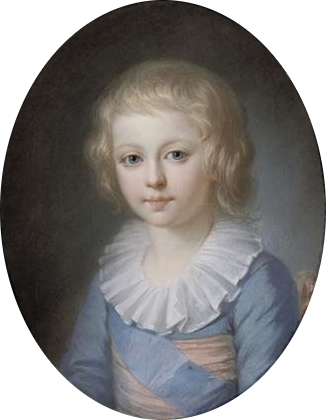
Le dauphin Louis-Joseph, mort à 7 ans pendant les États généraux.

Le 4 juin, le petit dauphin meurt. Pour éviter la dépense, on sacrifie le cérémonial de Saint-Denis. L’actualité politique ne permet pas à la famille royale de faire son deuil convenablement. Bouleversée par cet événement et désorientée par le tour que prennent les États généraux, Marie-Antoinette se laisse convaincre par l’idée d’une contre-révolution. En juillet, Necker démissionne. Le peuple interprète cette démission comme un renvoi de la part du roi. La reine brûle ses papiers et rassemble ses diamants, elle veut convaincre le roi de quitter Versailles pour une place forte sûre, loin de Paris. Il faut dire que, depuis le 14 juillet, un livre de proscription circule dans Paris. Les favoris de la reine y sont en bonne place et la tête de la reine elle-même est mise à prix. On l’accuse de vouloir faire sauter l’Assemblée avec une mine et de vouloir faire donner la troupe sur Paris, ce qui est faux. Il est néanmoins vrai que la reine prônera l’autorité et restera toujours ancrée dans la conviction de la légitimité du pouvoir royal.
Le 1er octobre, un nouveau scandale éclate : lors d’un banquet donné par les gardes du corps de la Maison militaire, au régiment de Flandre qui vient d’arriver à Paris, la reine est acclamée, des cocardes blanches sont arborées, et, selon la presse révolutionnaire, des cocardes tricolores auraient été foulées. Paris est outré par ces manifestations contre-révolutionnaires et par la tenue d’un banquet, alors que le pain manque à Paris. Il en résulte les journées révolutionnaires d'octobre, dont l'historiographie (tel le récit romancé de Jules Michelet) a retenu « la marche des femmes sur Versailles, disant aller chercher « le boulanger » (le roi), « la boulangère » (la reine) et le « petit mitron » (le dauphin) ».
Depuis 1931, on attribue à Marie-Antoinette une boutade cynique : « S’ils n’ont pas de pain, qu'ils mangent de la brioche ! ». Or, elle n'a pas pu prononcer cette phrase qui figure déjà dans le Livre VI des Confessions de Jean-Jacques Rousseau publiées en 1782. Aucune personne n'attribua la boutade à Marie-Antoinette à l'époque en 1789, les partisans de la Révolution compris.
Pour la famille royale, la conséquence principale de ces deux journées est son déménagement forcé, de Versailles pour le palais des Tuileries.

## Monarchie constitutionnelle

### Fuite à Varennes
Louis XVI et Marie-Antoinette auraient pu se résoudre à demander de l’aide à des souverains étrangers, le roi d’Espagne Charles IV et Joseph II, frère de la reine. Mais le roi d’Espagne répond évasivement et, le 20 février 1790, Joseph II meurt. Des doutes et des controverses entre historiens subsistent sur ce possible appel à l’étranger. Selon Thomas E. Kaiser, si Marie-Antoinette ne semble pas encore à ce stade souhaiter une intervention militaire étrangère, elle propose à partir de juin 1790 que la Prusse et l'Autriche s'associent pour faire pression sur le gouvernement révolutionnaire afin d'obtenir des réformes plus favorables au pouvoir royal. La Fayette suggère froidement à la reine le divorce. D’autres parlent à mots à peine couverts d’un procès en adultère, et de prendre la reine en flagrant délit avec le comte de Fersen.

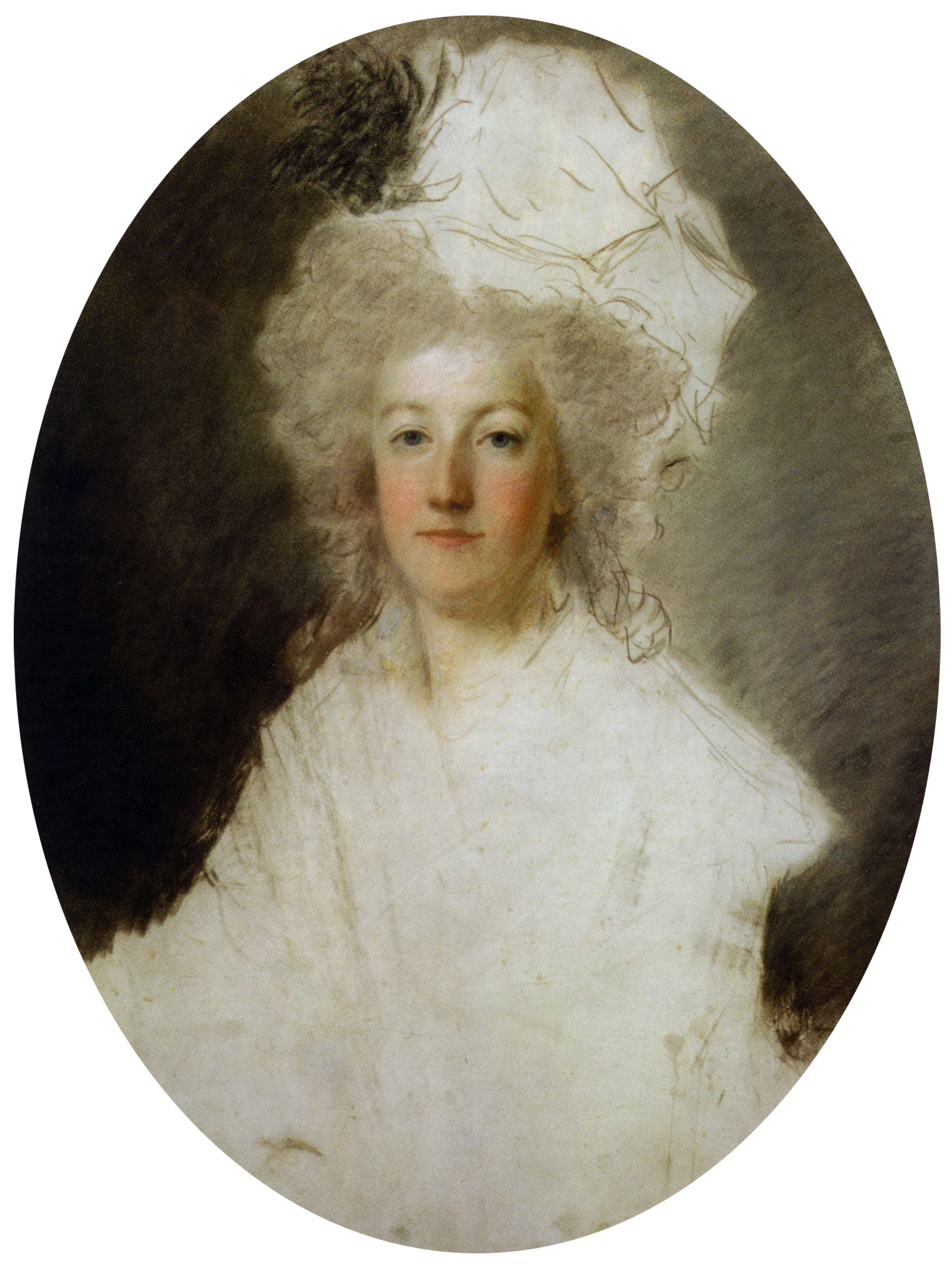
Marie-Antoinette vers 1792 ; pastel de Kucharski.

Durant cette période, la famille royale est assignée à résidence et ne peut quitter son palais : il lui a notamment été interdit de quitter les Tuileries pour aller fêter Pâques à Saint-Cloud.
Breteuil propose alors, fin 1790, un plan d’évasion. L’idée est de quitter les Tuileries et de gagner la place-forte de Montmédy, proche de la frontière. La reine est de plus en plus seule, surtout depuis qu’en octobre 1790, Mercy-Argenteau a quitté la France pour sa nouvelle ambassade aux Pays-Bas et que Léopold II, le nouvel empereur, un autre de ses frères, élude ses demandes d’aide, car, monarque philosophe, il pousse au contraire sa sœur à jouer le jeu de la nouvelle Constitution. Le 7 mars, une lettre de Mercy-Argenteau à la reine est interceptée et portée devant la Commune. C’est le scandale, une preuve, pense-t-on, de l’existence du comité autrichien, des tractations de la reine pour vendre la patrie à l’Autriche.
Le 20 juin 1791 débute la tentative d’évasion, stoppée le lendemain par l’arrestation à Varennes-en-Argonne. L'empereur Léopold soutient la tentative de fuite, ignorant son échec prématuré, en adressant à Marie-Antoinette une lettre l'assurant que des troupes seront mises à sa disposition pour rétablir le pouvoir du roi et affirmant que « Tout ce qui est à moi est à vous : argent, troupes, enfin tout ! ».

### Après Varennes

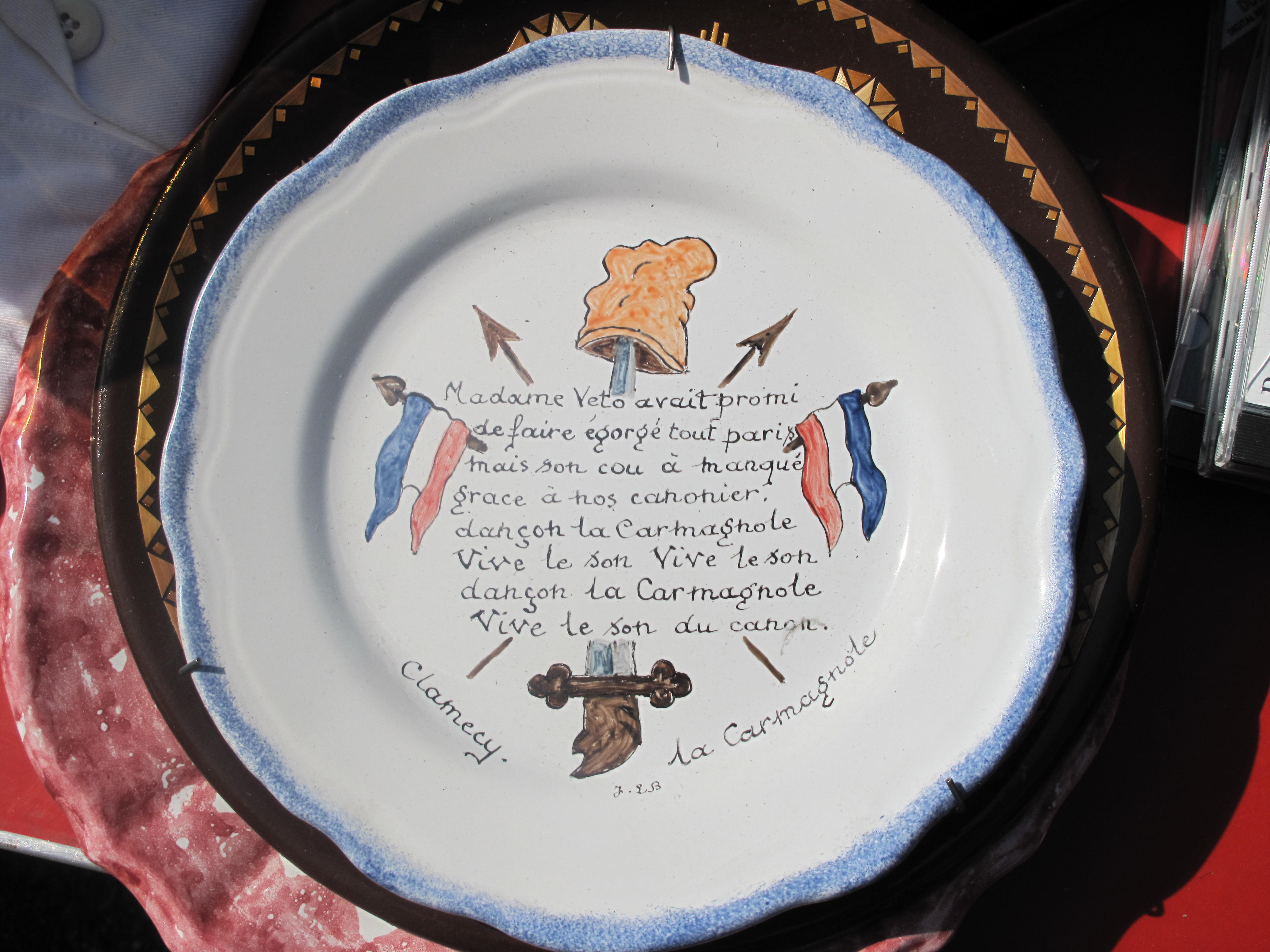
Assiette avec le texte du début de la chanson La Carmagnole : « Madame Veto… ».

Interrogé à Paris par une délégation de l’Assemblée constituante, Louis XVI répond évasivement. Ces réponses, rendues publiques, suscitent le scandale, et certains révolutionnaires réclament la déchéance du roi. Marie-Antoinette, elle, correspond secrètement avec Barnave, Duport et Lameth qui veulent convaincre le roi d’accepter son rôle de monarque constitutionnel. Mais elle joue là un double jeu, car elle espère seulement « les endormir et […] leur donner confiance […] pour les mieux déjouer après » (lettre de la Reine à Mercy). Elle écrit même à Fersen ces mots : « Quel bonheur si je puis un jour redevenir assez puissante pour prouver à tous ces gueux que je n’étais pas leur dupe ». D’après Jean-Clément Martin, elle cherche via cette correspondance avec Fersen à favoriser une intervention étrangère qui permettrait à son époux de retrouver ses prérogatives royales et prévoit même un remboursement des frais de guerre aux souverains étrangers. Le 13 septembre, Louis XVI accepte la Constitution. Le 30, l’Assemblée constituante se dissout et est remplacée par l’Assemblée législative, cependant que des bruits de guerre avec les monarchies alentour, au premier rang desquelles l’Autriche, se font plus pressants. Le peuple est alors remonté contre Marie-Antoinette, toujours appelée « l’Autrichienne ». Les pamphlets et journaux révolutionnaires la traitent de « monstre femelle » ou encore de « Madame Veto », et on l’accuse de vouloir faire baigner la capitale dans le sang. Le 20 avril 1792, la France déclare la guerre à l'Autriche et elle subit dans un premier temps de sérieux revers. Pour Thomas E. Kaiser, le contenu de la correspondance secrète de Marie-Antoinette révèle qu'elle aurait contribué à ces défaites en livrant aux puissances coalisées des renseignements militaires sur les plans d'attaque français. Le 3 août 1792, le manifeste de Brunswick, largement inspiré par Fersen, achève d’enflammer une partie de la population.

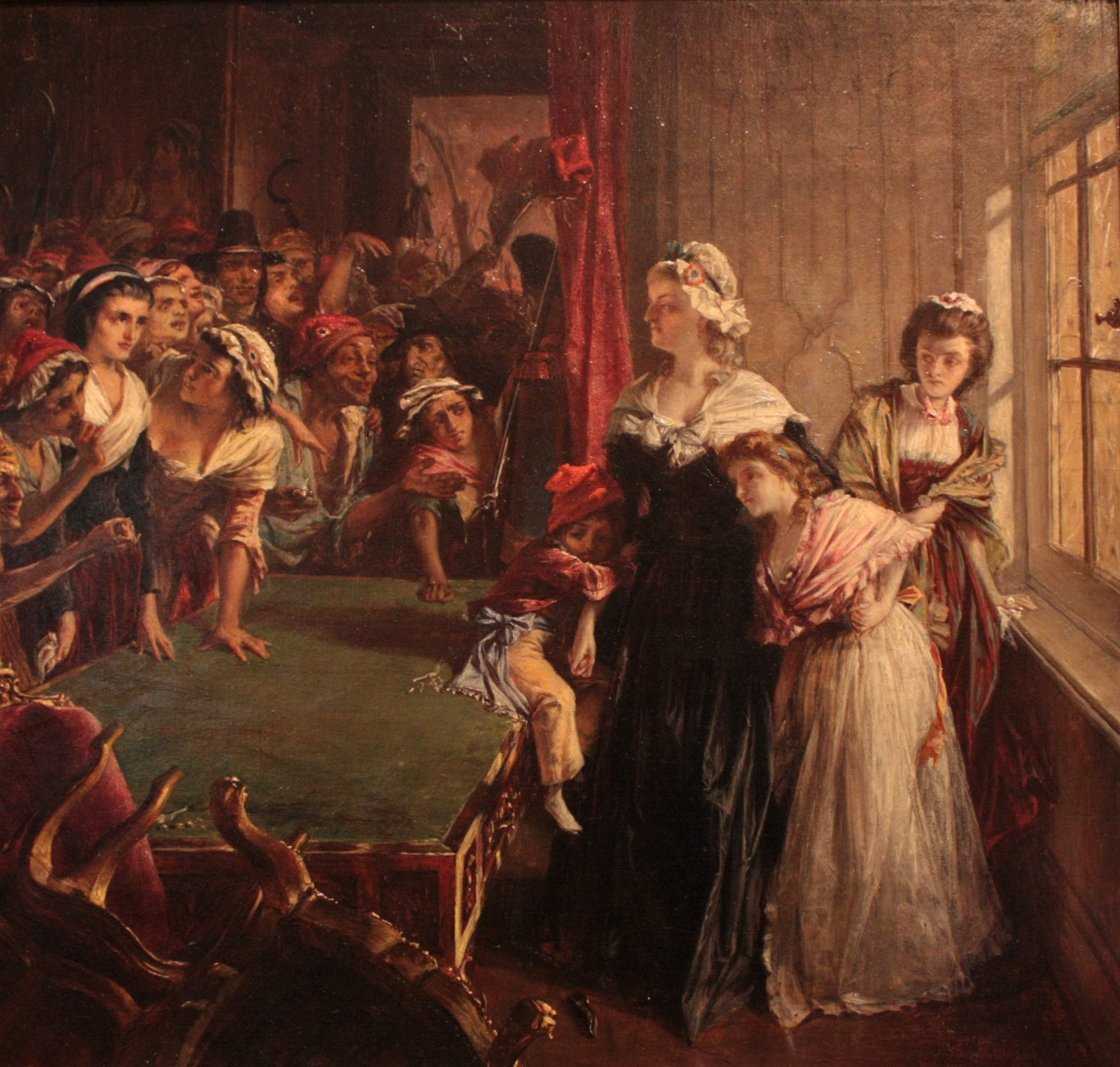
Alfred Elmore, Les Tuileries, 20 juin 1792, (musée de la Révolution française).

Le 10 août, les Tuileries sont prises d’assaut, les gardes suisses massacrés. Le roi et sa famille se réfugient à l’Assemblée, qui vote la suspension provisoire du roi et leur internement au couvent des Feuillants. Le lendemain, la famille royale est finalement transférée à la prison du Temple. Pendant les massacres de septembre, la princesse de Lamballe, proche amie de la reine et victime symbolique, est sauvagement assassinée, démembrée, mutilée, déchiquetée et sa tête est brandie au bout d’une pique devant les fenêtres de Marie-Antoinette pendant que divers morceaux de son corps sont brandis en trophée dans Paris. Les auteurs du meurtre veulent « monter dans la tour et obliger la reine à embrasser la tête de sa grue ». Ils veulent lui montrer la tête et le corps nu et profané de la princesse sur lequel, ils en sont convaincus, la reine se serait si longtemps livrée à ses penchants saphiques. Peu après, la Convention vote l'abolition de la monarchie et l'instauration de la Première République, et déclare la famille royale otage. Début décembre, a lieu la découverte officielle de l’« armoire de fer » dans laquelle Louis XVI cachait ses papiers secrets et dont l’existence est aujourd’hui sujette à débats. Le procès est désormais inévitable. Le 11 décembre, Louis XVI est séparé de sa famille pour être emmené dans un autre logement de la prison du Temple.
Le 15 janvier 1793, la Convention vote la mort avec une majorité étroite, avec le soutien du duc d'Orléans, cousin du roi déchu, connu alors sous le nom de Philippe Égalité. Louis XVI est exécuté le 21 janvier 1793. Le 27 mars, Robespierre évoque le sort de l'ancienne reine pour la première fois devant la Convention. Le 13 juillet, Louis-Charles est enlevé à sa mère et confié au savetier Simon. Le 2 août, c’est Marie-Antoinette qui est séparée des anciennes princesses, sa fille Madame Royale et sa belle-sœur madame Élisabeth, et est conduite à la Conciergerie. Durant son séjour dans sa prison, Marie-Antoinette, atteinte de saignements, aurait développé un cancer de l'utérus, un cancer cervical, un fibrome ou aurait été affectée d'une ménopause précoce : Robespierre inquiet la fait suivre par son propre médecin Joseph Souberbielle qui constate des métrorragies récurrentes. Aussi Robespierre fait-il accélérer la procédure judiciaire. Lors du transfert, alors qu’elle s’est violemment cogné la tête, elle répond à ses geôliers, qui s’en inquiètent, son fameux « Rien à présent ne peut plus me faire de mal ». Son interrogatoire commence le lendemain.

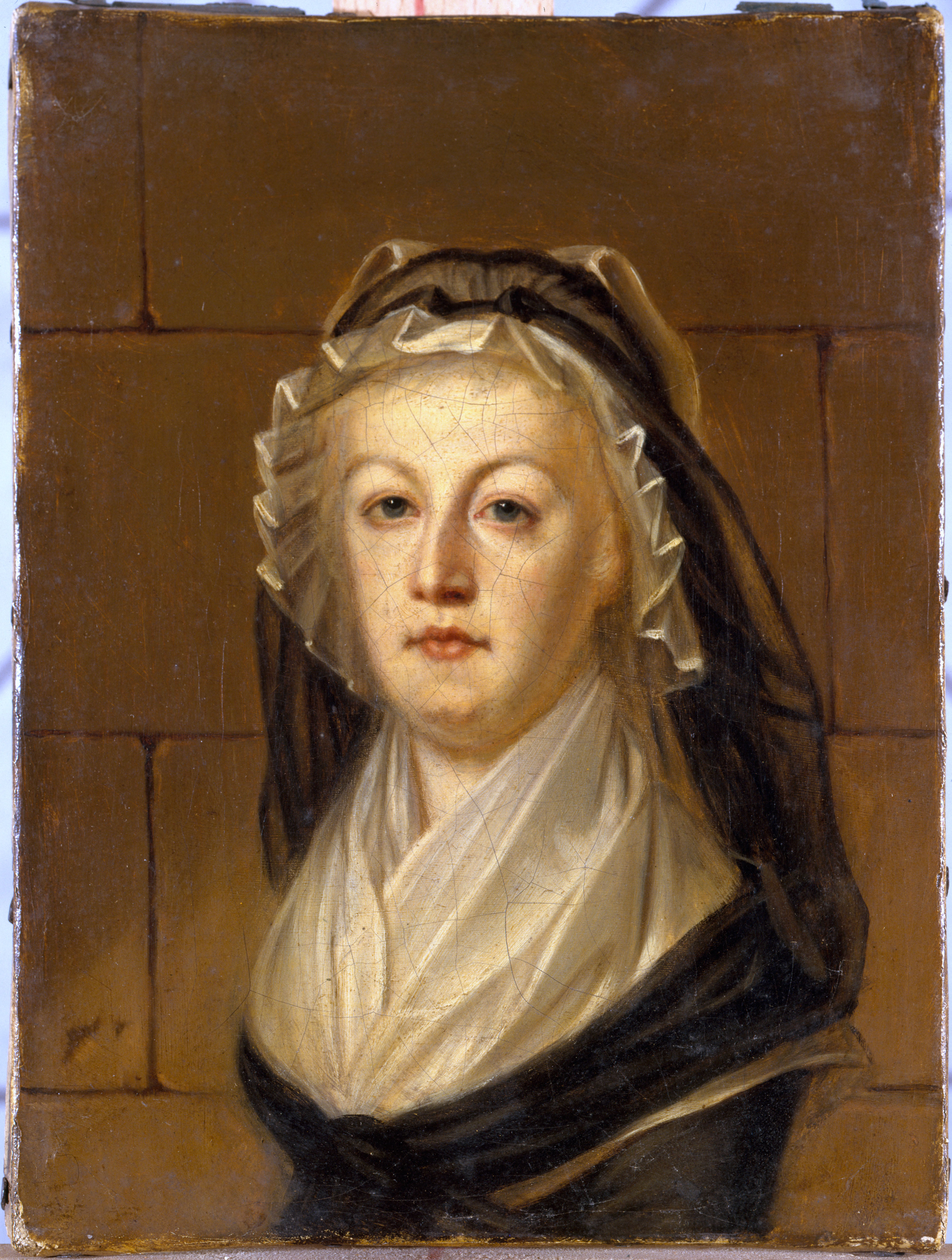
Marie Antoinette au Temple (Alexandre Kucharski, musée Carnavalet).
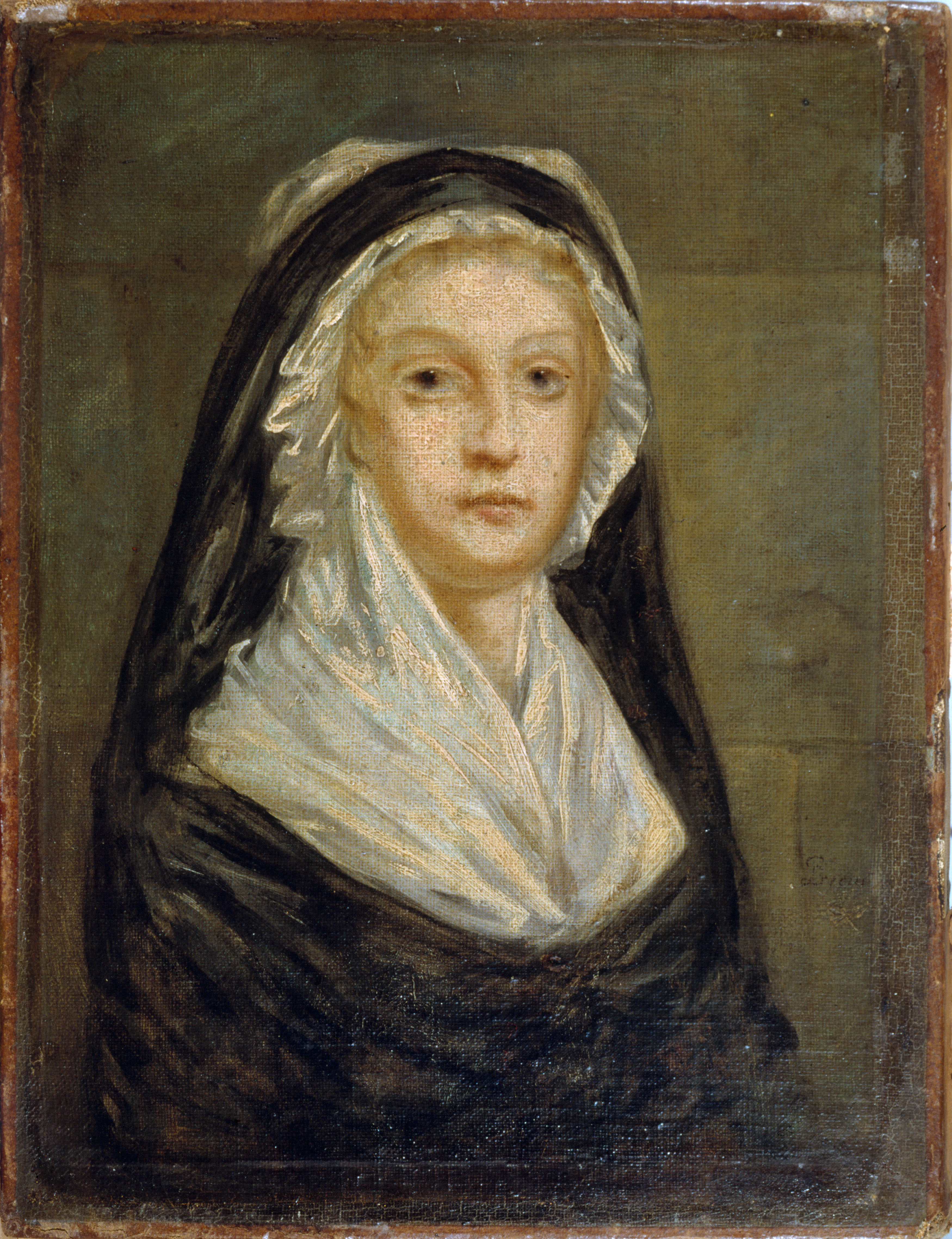
Marie-Antoinette en 1793 ; huile sur toile de Sophie Prieur, d'après Kucharski.

### Procès

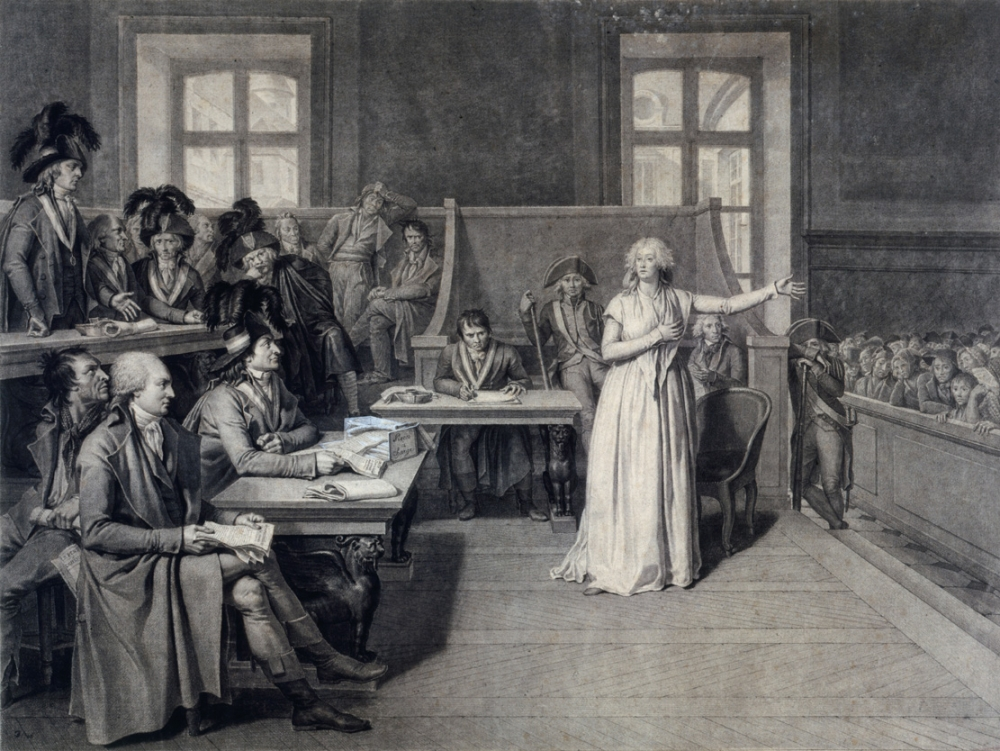
Procès de Marie-Antoinette le 15 octobre 1793,
dessin de Pierre Bouillon, pierre noire, Paris, musée Carnavalet, 1793.
Hébert est représenté assis au premier plan, devant l'accusateur public Fouquier-Tinville.

Le 14 octobre 1793, Marie-Antoinette comparaît devant le Tribunal révolutionnaire, mené par l’accusateur public Fouquier-Tinville. Si le procès de Louis XVI devant la Convention avait conservé quelques formes de procès équitable, ce n’est pas le cas de celui de la reine déchue. Le dossier est monté très rapidement, il est incomplet, Fouquier-Tinville n’ayant pas réussi à retrouver toutes les pièces de celui de Louis XVI. Pour charger l’accusation, il parle de faire témoigner le dauphin contre sa mère qui est alors accusée d’inceste par Jacques-René Hébert. Il déclare que l'ancienne reine de France et Mme Élisabeth ont eu des attouchements sur le jeune Louis XVII. Marie-Antoinette ne répond rien et un juré en fait la remarque. Marie-Antoinette se lève et répond « Si je n’ai pas répondu c’est que la nature elle-même refuse de répondre à une telle accusation faite à une mère. J’en appelle à toutes celles qui peuvent se trouver ici ! ». Pour la dernière fois, la foule (et surtout les femmes) applaudit la reine déchue. Une fois la séance terminée, celle-ci demande à son avocat « N’ai je pas mis trop de dignité dans ma réponse ? ». Selon Gaspard Louis Lafont d'Aussonne dans ses mémoires publiés en 1824, des personnes dans la foule dirent le matin du jugement « Marie-Antoinette s'en retirera : elle a répondu comme un ange, on ne fera que la déporter ».
On l’accuse également d’entente avec les puissances étrangères. Comme l'ancienne reine nie, Herman, président du Tribunal, l’accuse d’être « l’instigatrice principale de la trahison de Louis Capet » : c’est donc bien un procès pour haute trahison. Le préambule de l’acte d’accusation déclare également : « Examen fait de toutes les pièces transmises par l’accusateur public, il en résulte qu’à l’instar des Messaline, Frédégonde et Médicis, que l’on qualifiait autrefois de reines de France et dont les noms à jamais odieux ne s’effaceront pas des fastes de l’histoire, Marie-Antoinette, veuve de Louis Capet, a été, depuis son séjour en France, le fléau et la sangsue des Français. » Il ajoute « la cause des troubles qui agitent depuis quatre ans la nation et ont fait tant de malheureuses victimes ».
Les dépositions des témoins à charge s’avèrent bien peu convaincantes. Marie-Antoinette répond qu’elle n’était « que la femme de Louis XVI, et qu’il fallait bien qu’elle se conform[ât] à ses volontés ». Fouquier-Tinville réclame la mort et fait de l’accusée « l’ennemie déclarée de la nation française ». Les deux avocats de Marie-Antoinette, Tronçon-Ducoudray et Chauveau-Lagarde, prévenus au dernier moment et n’ayant ainsi pas eu le temps de prendre pleine connaissance du dossier, ne peuvent que lire à haute voix les quelques notes qu’ils ont eu le temps de prendre.

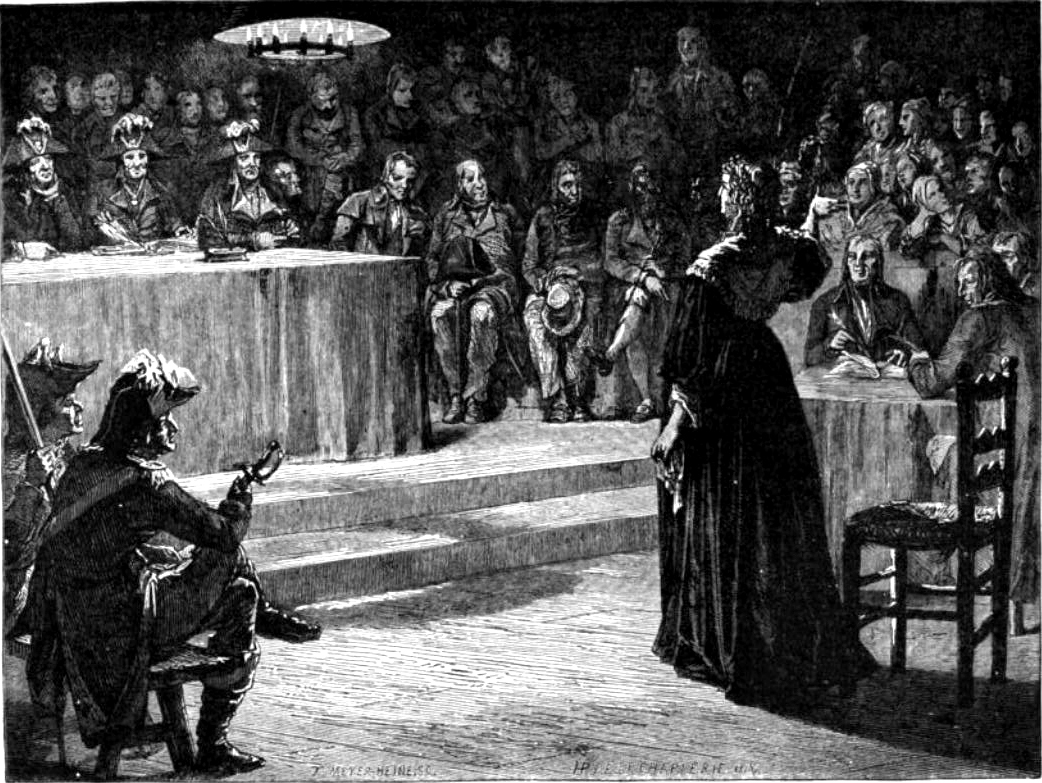
Marie-Antoinette devant le Tribunal révolutionnaire, gravure du XIXe siècle.

Quatre questions sont posées au jury :

« 1. Est-il constant qu’il ait existé des manœuvres et des intelligences avec les puissances étrangères et autres ennemis extérieurs de la République, lesdites manœuvres et des intelligences tendant à leur fournir des secours en argent, à leur donner l’entrée du territoire français et à leur faciliter le progrès de leurs armes ?
2. Marie-Antoinette d’Autriche (…) est-elle convaincue d’avoir coopéré à ces manœuvres et d’avoir entretenu ces intelligences ?
3. Est-il constant qu’il ait existé un complot et une conspiration tendant à allumer la guerre civile à l’intérieur de la République ?
4. Marie-Antoinette est-elle convaincue d’avoir participé à ce complot et à cette conspiration ? »

Aux quatre questions, le jury répond « oui ». Lorsque le jury rend son verdict, il n’existe aucune preuve de l’accusation de haute trahison que l’on impute à la reine déchue. Le dossier est vide de toute pièce.

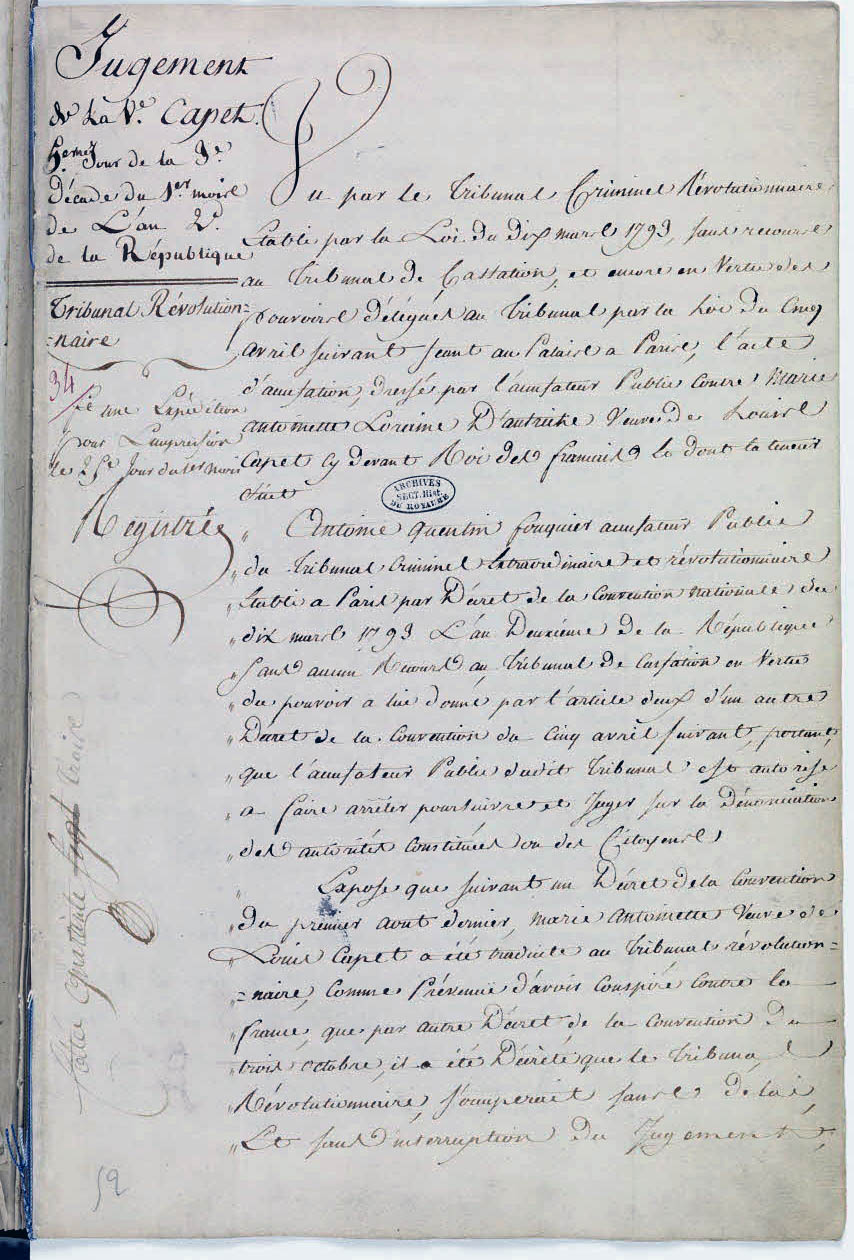
Acte de condamnation à mort de Marie-Antoinette par le Tribunal révolutionnaire, Archives nationales.

Techniquement, au vu des pièces du procès, la condamnation n’est pas basée sur des faits avérés. On apprit plus tard que l'ancienne reine entretenait une correspondance avec le comte Hans Axel de Fersen où il apparaît que l'Autriche et les monarchies d'Europe se préparaient à la guerre contre la France, ainsi lit-on dans une lettre du 19 avril 1792 adressée au comte que l'ancienne reine écrivait : « Les ministres et les jacobins font déclarer demain au roi la guerre à la maison d'Autriche, sous prétexte que par ses traités de l'année dernière elle a manqué à celui d'alliance de cinquante-six, et qu'elle n'a pas répondu catégoriquement à la dernière dépêche. Les ministres espèrent que cette démarche fera peur et qu'on négociera dans trois semaines. Dieu veuille que cela ne soit point et qu'enfin on se venge de tous les outrages qu'on reçoit dans ce pays-ci ! ».
La reine déchue, captive, n'était pour autant personnellement pas en mesure d'organiser ou d'ordonner directement quelque directive militaire que ce fût. Sa correspondance avec le comte de Fersen indique néanmoins qu'elle y incite par divers courriers.
En réalité, il fallait condamner la « veuve Capet ». Robespierre a donc intégré au jury le médecin qui soignait la reine à la Conciergerie, Joseph Souberbielle, lequel a indiqué aux autres jurés que de toute façon Marie-Antoinette était médicalement condamnée à brève échéance, car elle avait de forts épanchements sanguins.
La condamnation à mort, pour haute trahison, est prononcée le 16 octobre 1793 vers 4 heures du matin.

### Dernière lettre de Marie-Antoinette

Lettre de Marie-Antoinette à Madame Élisabeth, conservée aux Archives nationales, Paris
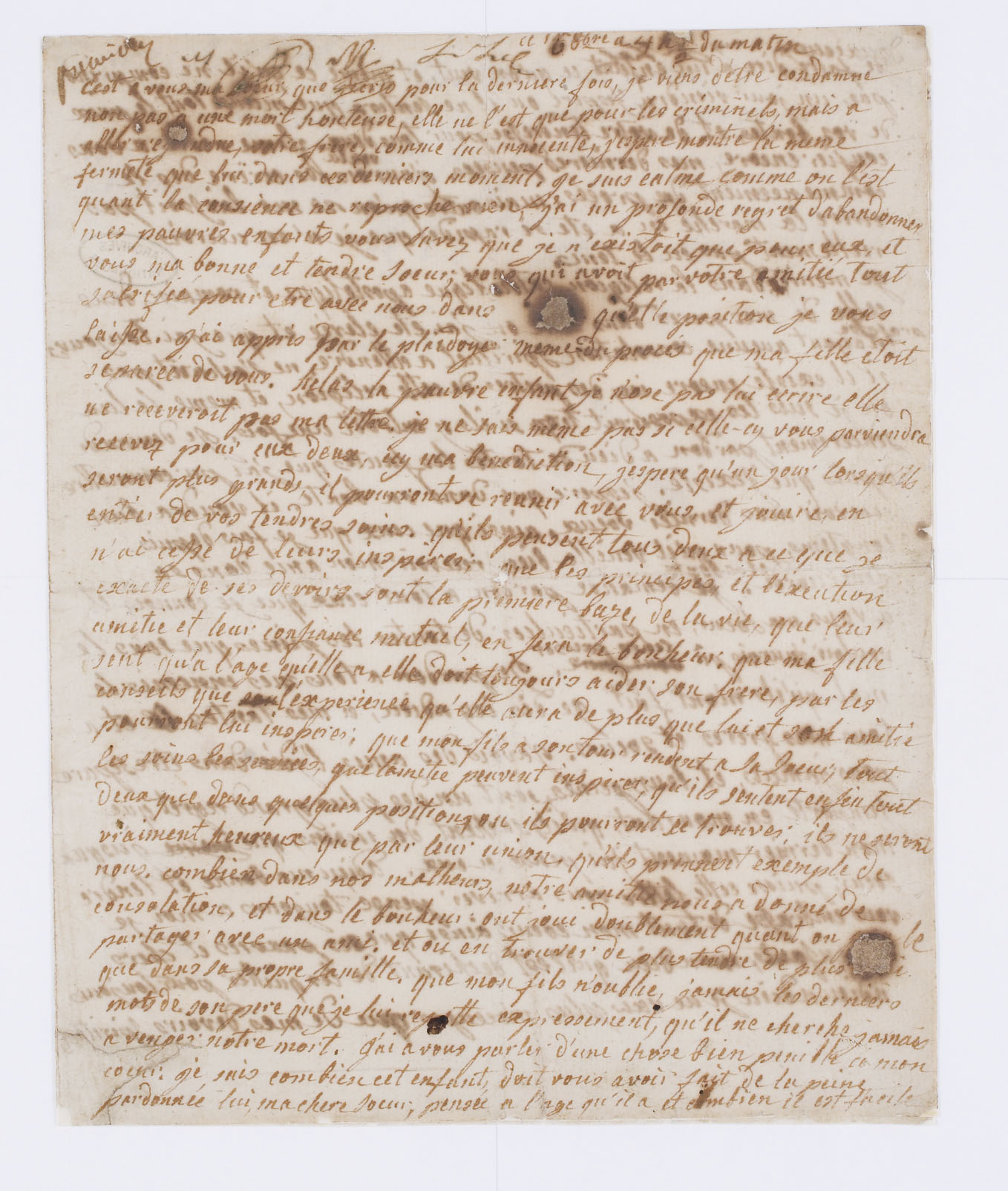
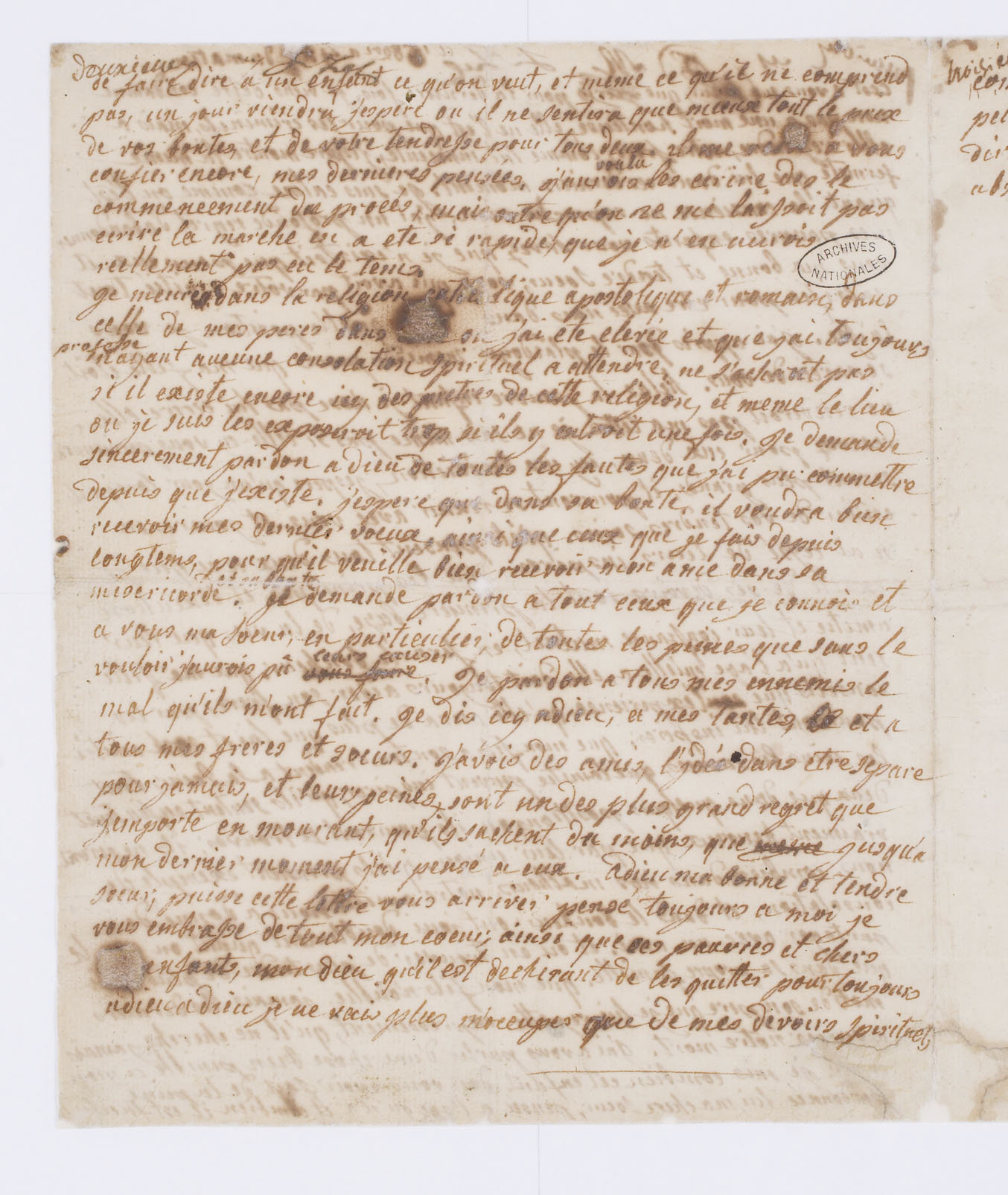
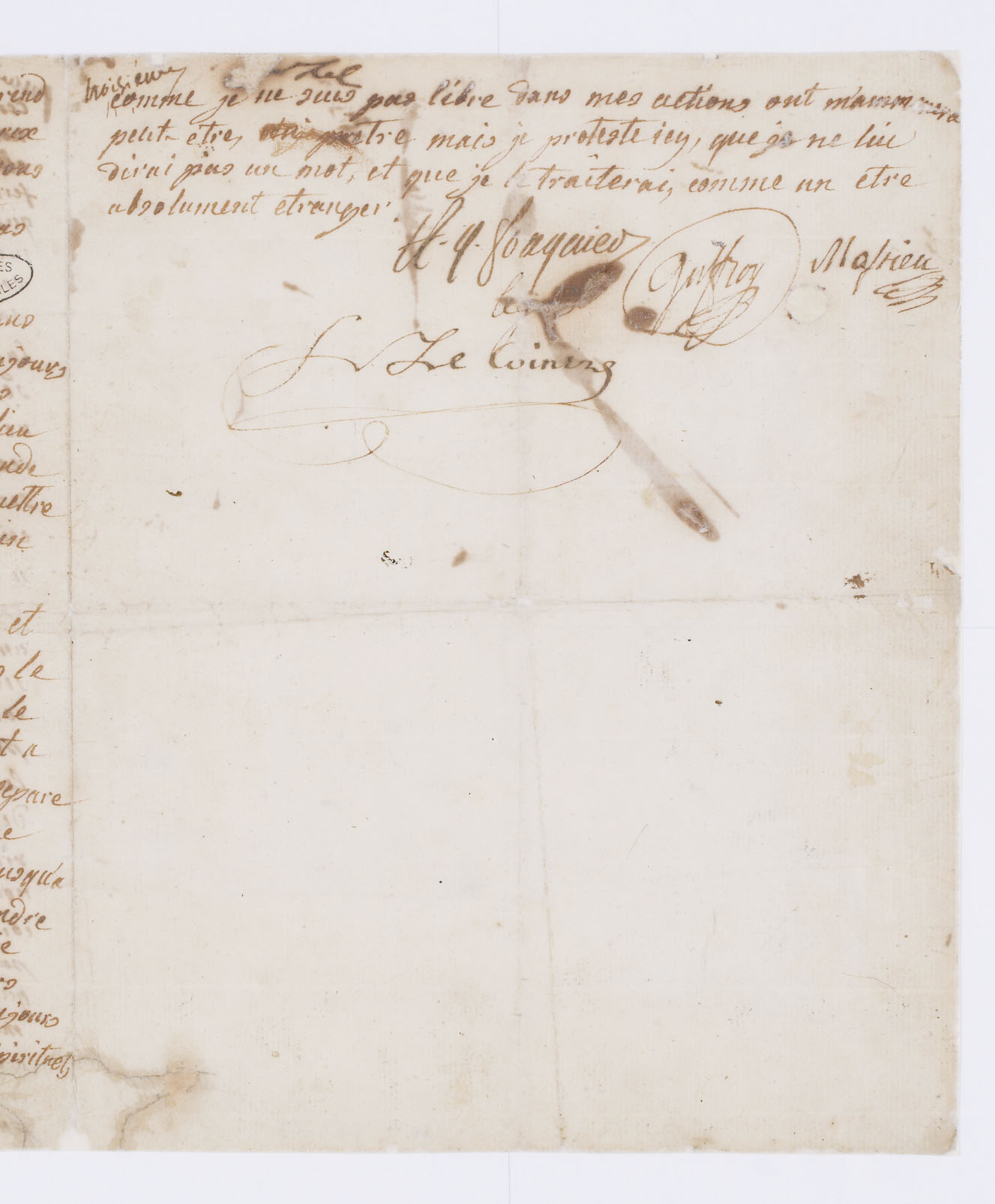

À l'annonce de la sentence, Marie-Antoinette rédige une dernière lettre à l'attention de Madame Élisabeth, sœur de Louis XVI.
Cette lettre, qui n'est jamais parvenue à sa destinataire, a été conservée par Robespierre, puis récupérée par le conventionnel Courtois, avant d'être saisie par Louis XVIII. Elle est aujourd'hui conservée dans « l'armoire de fer » des Archives nationales (cote AE/II/1384) et un fac-similé est exposé au Musée des Archives nationales.
Cette lettre, à usage privé, ne contient aucun message d'ordre politique. Marie-Antoinette l'a rédigée dans son cachot de la Conciergerie juste après l'annonce de sa condamnation. L'en-tête porte la mention « Ce 16 octobre, 4 heures 1/2 du matin ». Elle n'est pas signée et ne mentionne aucun nom propre, pas même celui de sa destinataire, la sœur de Louis XVI, qui partage la captivité des enfants royaux au Temple :

« C'est à vous, ma sœur, que j'écris pour la dernière fois ; je viens d'être condamnée non pas à une mort honteuse, elle ne l'est que pour les criminels, mais à aller rejoindre votre frère. Comme lui innocente, j'espère montrer la même fermeté que lui dans ces derniers moments. Je suis calme comme on l'est quand la conscience ne reproche rien ; j'ai un profond regret d'abandonner mes pauvres enfants ; vous savez que je n'existais que pour eux, et vous, ma bonne et tendre sœur, vous qui avez par votre amitié tout sacrifié pour être avec nous, dans quelle position je vous laisse ! J'ai appris par le plaidoyer même du procès que ma fille était séparée de vous. Hélas ! la pauvre enfant, je n'ose pas lui écrire, elle ne recevrait pas ma lettre, je ne sais même pas si celle-ci vous parviendra, recevez pour eux deux ici ma bénédiction. J'espère qu'un jour, lorsqu'ils seront plus grands, ils pourront se réunir avec vous, et jouir en entier de vos tendres soins. »

Malgré son exécution très proche et son isolement, Marie-Antoinette récuse d'avance toute assistance d'un prêtre assermenté qui aurait prêté le serment de fidélité à la Constitution civile du clergé condamnée par Rome :

« Je meurs dans la religion catholique, apostolique et romaine, dans celle où j'ai été élevée, et que j'ai toujours professée, n'ayant aucune consolation spirituelle à attendre, ne sachant pas s'il existe encore ici des prêtres de cette religion, et même le lieu où je suis les exposerait trop s'ils y entraient une fois. Adieu, adieu ! Je ne vais plus m'occuper que de mes devoirs spirituels. Comme je ne suis pas libre dans mes actions, on m'amènera peut-être un prêtre, mais je proteste ici que je ne lui dirai pas un mot, et que je le traiterai comme un être absolument étranger. »

Celle qui vient de vivre seule une captivité de deux mois et demi, sans pouvoir communiquer avec ses enfants, tente de leur faire passer ses dernières recommandations. Sa préoccupation essentielle concerne l'état d'esprit dans lequel ses enfants assumeront la mort de leurs parents, dans leur vie à venir dont elle ne veut pas douter, alors que le dauphin mourra en captivité. Sans un mot de plainte ni de regret, Marie-Antoinette ne songe plus qu'à laisser un héritage spirituel à ses enfants :

« Qu'ils pensent tous deux à ce que je n'ai cessé de leur inspirer : que les principes et l'exécution de leurs devoirs sont la première base de la vie ; que leur amitié et leur confiance mutuel en fera le bonheur ; […] qu'ils sentent enfin tous deux que, dans quelque position où ils pourront se trouver, ils ne seront vraiment heureux que par leur union, qu'ils prennent exemple de nous : combien dans nos malheurs, notre amitié nous a donné de consolations, et dans le bonheur on jouit doublement quand on peut le partager avec un ami ; et où en trouver de plus tendre, de plus cher que dans sa propre famille. »

 Elle donne un dernier conseil : « Que mon fils n'oublie jamais les derniers mots de son père que je lui répète expressément, qu'il ne cherche jamais à venger notre mort. ».
Plus loin, elle écrit : « Je pardonne à tous mes ennemis le mal qu'ils m'ont fait. Je dis ici adieu à mes tantes et (mots rayés) et à tous mes frères et sœurs. » Resteront sans doute de cette lettre retrouvée en 1816 ces mots : « Mon Dieu ayez pitié de moi ! Mes yeux n'ont plus de larmes pour pleurer pour vous mes pauvres enfants. Adieu, Adieu ! »

### Exécution et inhumation

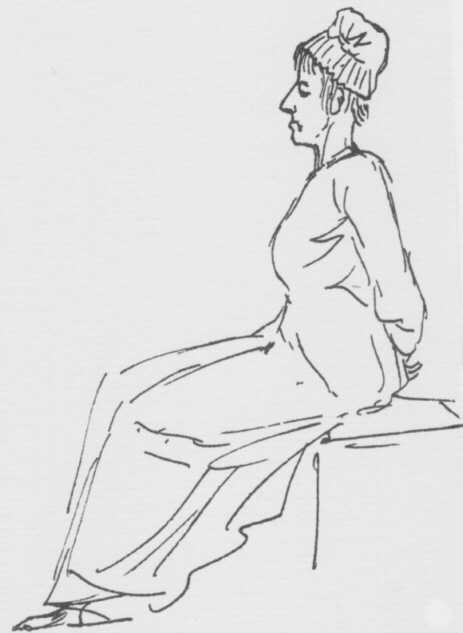
Marie-Antoinette conduite à l'échafaud, croquis attribué à Jacques-Louis David, 1793.

Marie-Antoinette est exécutée le même jour à midi et quart. Le matin du 16 octobre, Marie-Antoinette est menée, mains entravées et sur une charrette — alors que Louis XVI avait eu droit à un carrosse —, de la Conciergerie, jusqu'à la place de la Révolution (ancienne place Louis-XV, actuelle place de la Concorde). D'après certains historiens, elle subit avec dignité les sarcasmes et les insultes lancés par la foule massée sur son passage (elle mettra une heure pour traverser la place et monter à l'échafaud). Le peintre et révolutionnaire Jacques-Louis David, observant le cortège depuis la rue Saint-Honoré, en dessine un croquis resté légendaire. Selon ces mêmes historiens, c'est avec courage qu'elle monte à l'échafaud. En marchant sur le pied du bourreau Sanson, elle lui aurait demandé pardon. Ce seront ses dernières paroles.
Selon une légende, ses cheveux auraient entièrement blanchi (phénomène connu sous le nom de « syndrome de Marie-Antoinette ») les jours suivant son retour de Varennes.
Le jour de son exécution, la reine déchue aurait trébuché et perdu un escarpin, récupéré par un fidèle et conservé actuellement au musée des beaux-arts de Caen. Cette chaussure a fait l'objet d'une exposition en 1989.
Tout comme pour Louis XVI, il est ordonné que les cercueils des membres de la famille royale soient recouverts de chaux. Marie-Antoinette est inhumée avec la tête entre les jambes dans la fosse commune de la Madeleine, rue d’Anjou-Saint-Honoré (Louis XVIII fera élever à cet endroit la chapelle expiatoire située de nos jours sur le square Louis-XVI, seul endroit de Paris portant encore le nom du roi). Ses restes et ceux de Louis XVI furent exhumés le 18 janvier 1815 et transportés le 21 en la basilique de Saint-Denis.
« Le premier crime de la Révolution fut la mort du Roi, mais le plus affreux fut la mort de la Reine » dit Chateaubriand.

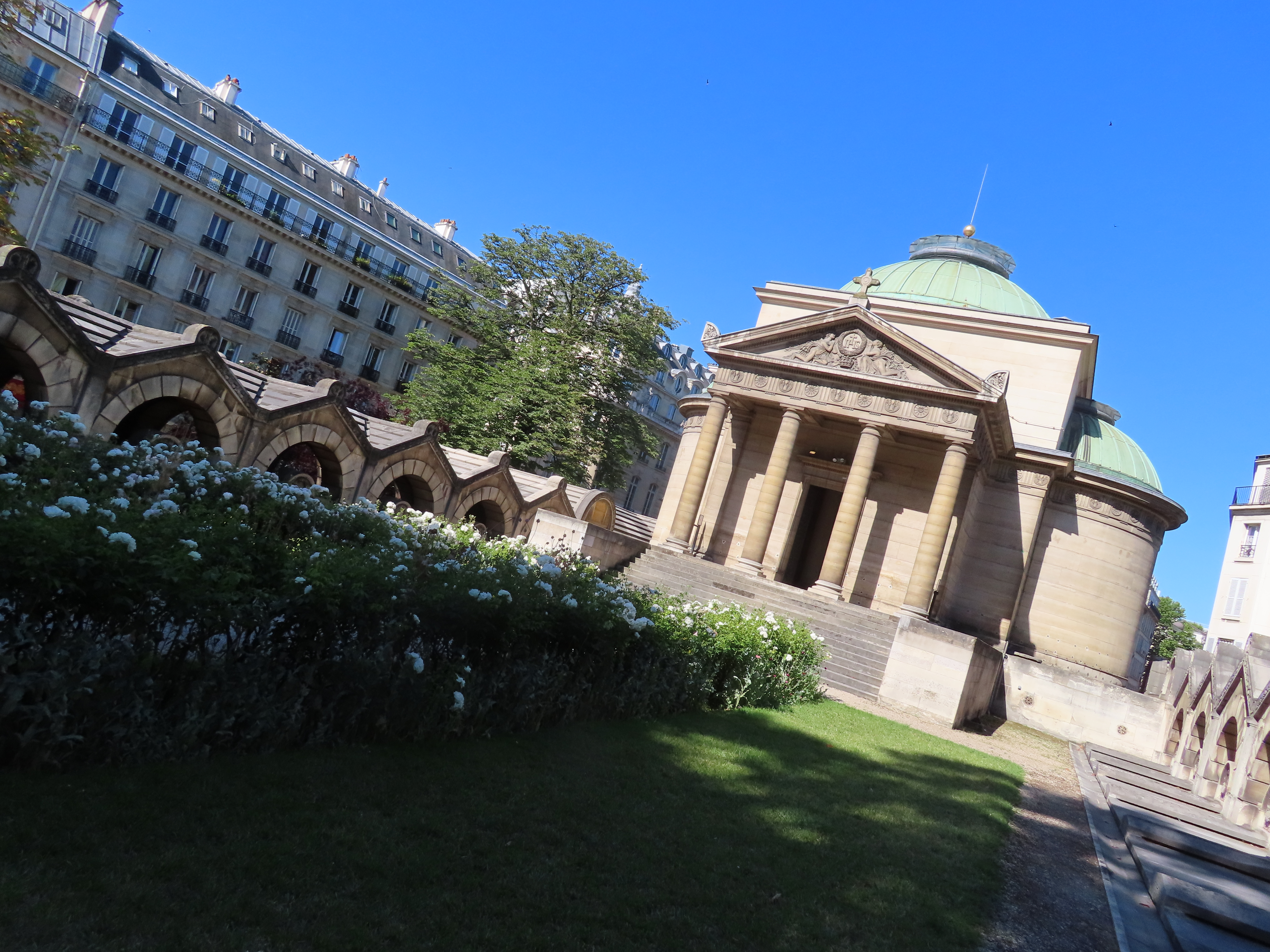
Chapelle expiatoire (monument commémoratif du couple royal).

Le comte de Mollien relate les propos de Napoléon sur l'exécution de la reine déchue (tiré des Mémoires d'un Ministre du trésor public 1780-1815) :

« Si ce n'est pas un sujet de remords, ce doit être au moins un bien grand sujet de regret pour tous les cœurs français que le crime commis dans la personne de cette malheureuse reine. Il y a une grande différence entre cette mort et celle de Louis XVI, quoique, certes, il ne méritât pas son malheur. Telle est la condition des rois, leur vie appartient à tout le monde ; il n'y a qu'eux seuls qui ne peuvent pas en disposer ; un assassinat, une conspiration, un coup de canon, ce sont là leurs chances ; César et Henry IV ont été assassinés, l'Alexandre des Grecs l'eût été s'il eût vécu plus longtemps. Mais une femme qui n'avait rien que des honneurs sans pouvoir, une princesse étrangère, le plus sacré des otages, la trainer d'un trône à l'échafaud à travers tous les genres d'outrages! Il y a là quelque chose de pis encore que le régicide ! »

| - Marie-Antoinette quitte la Conciergerie pour être conduite au lieu de son supplice. Huile sur toile de William Hamilton (1751-1801), musée de la Révolution française, 1794. - Marie-Antoinette sortant de la Conciergerie, le 16 octobre 1793. Huile sur toile de Georges Cain, Paris, musée Carnavalet, 1885. - Exécution de Marie-Antoinette à la Place de la Révolution, le 16 octobre 1793. (Anonyme. Musée Carnavalet). - Monument de Louis XVI et de Marie-Antoinette d’Autriche à la basilique de Saint-Denis, France. - Détail de la sculpture. Œuvre de Edme Gaulle et Pierre Petitot. |

## Descendance

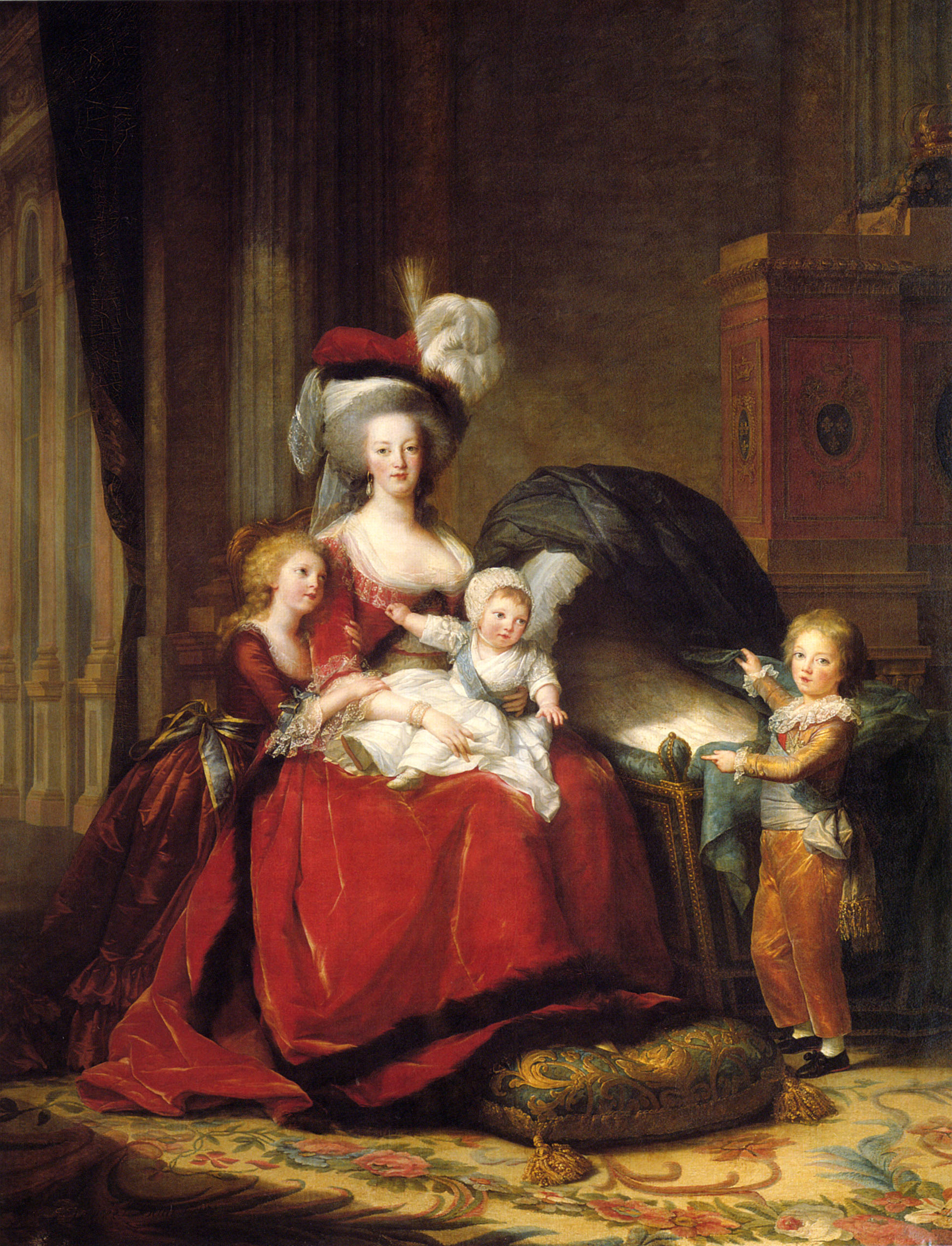
Marie-Antoinette et ses enfants, par Élisabeth Vigée-Lebrun, 1787.

Huit ans et demi après son mariage, Marie-Antoinette accouche de son premier enfant, trois autres suivront cependant. Marie-Antoinette n'a pas de descendants vivant de nos jours. Sa fille Marie-Thérèse, seule de ses enfants à être devenue adulte, n'aura jamais d'enfants.
- Marie-Thérèse (1778-1851), dite « Madame Royale » ;
- Louis-Joseph (1781-1789), Dauphin ;
- Louis Charles (1785-1795), duc de Normandie (1785) puis Dauphin (1789) puis prince royal (1790-1792) puis « roi » sous le nom de « Louis XVII » (1793-1795) ;
- Sophie de France (1786-1787), morte à 11 mois.

Elle fit deux fausses couches en 1779 et 1783.
Dans une entreprise de calomnie sciemment orchestrée, les libelles ne manquent cependant pas d'affirmer que ses enfants, en particulier ses fils, ne sont pas de Louis XVI.[réf. nécessaire]
Après le scandale de l'affaire du collier, Marie-Antoinette se tourne davantage vers sa famille et s'emploie à montrer d'elle l'image d'une mère de famille comme les autres. Enceinte, elle se fait peindre par Madame Vigée-Lebrun entourée de ses enfants, mais perd sa fille Sophie-Béatrice au berceau en 1787 (âgée de 11 mois).
Marie-Antoinette vivra très douloureusement cette perte. À l'origine, se trouvait peinte dans le berceau, sa fille Sophie Béatrice. La reine a souhaité laisser le berceau vide comme un symbole de deuil et de douleur. Constante source de chagrin pour la reine qui ne pouvait retenir ses larmes à la vue de l'œuvre, le tableau sera expédié à Vienne, Louis XVI l'offrant à son beau-frère Joseph II du Saint-Empire.[réf. nécessaire]
Elle perdra ensuite un second enfant, Louis-Joseph-Xavier, âgé de presque 8 ans, en juin 1789, en pleine session des États-Généraux.

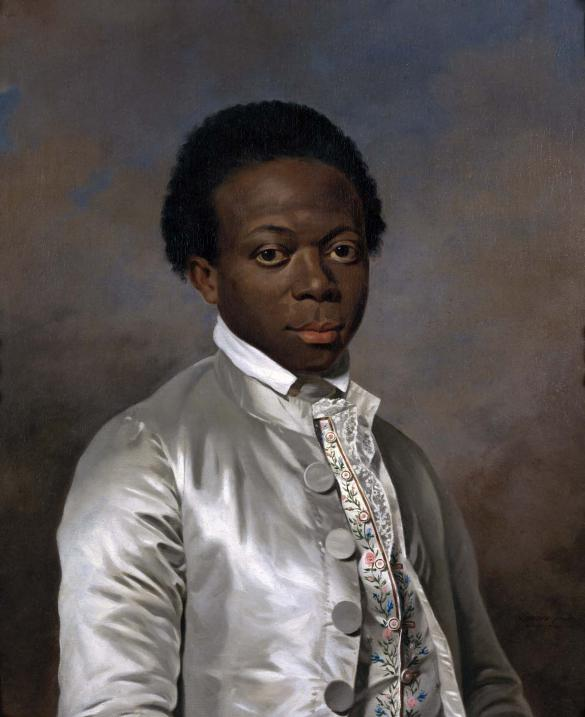
Portrait de Jean Amilcar, esclave offert par le gouverneur de la colonie du Sénégal, affranchi et adopté par la reine.

Le couple a adopté les enfants suivants :
- Armand Gagné ;
- Ernestine Lambriquet ;
- Jean Amilcar ;
- Jeanne Louise Victoire.

## Titulature et honneurs

### Titres
- 2 novembre 1755 — 19 avril 1770 : Son Altesse Impériale et Royale Marie-Antoinette de Habsbourg-Lorraine, Archiduchesse d'Autriche
- 19 avril 1770 — 10 mai 1774 : Madame la Dauphine de France
- 10 mai 1774 — 6 novembre 1789 : Sa Majesté la reine de France et de Navarre
- 6 novembre 1789 — 10 août 1792 : Sa Majesté la reine des Français (c'est à partir du 6 novembre 1789 que Louis XVI prend[60] le titre de roi des Français, que l'Assemblée avait adopté[61] le 10 octobre, et qu'elle officialisera par décret[62] le 9 novembre ; la Constitution, qui entrera en vigueur le 14 septembre 1791, maintiendra cette nouvelle titulature)
- 10 août 1792 — 16 octobre 1793 : Citoyenne Marie-Antoinette Capet (la nouvelle république ne reconnaît pas les titres de l'ancienne famille royale et leur accorde le patronyme « Capet » en référence au surnom donné au fondateur de la dynastie capétienne : Hugues Capet)

### Décorations

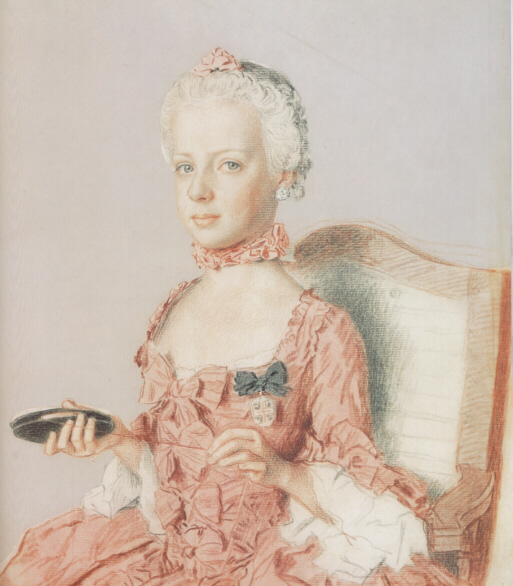
Marie-Antoinette portant la décoration de l’ordre de la Croix étoilée en 1762.

- Ordre de la Croix étoilée ( Empire d'Autriche, 1766)[63]

## Postérité

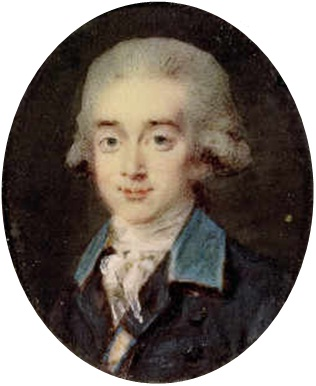
Le comte de Fersen (Hallé, vers 1780).

Marie-Antoinette est une femme célèbre et controversée de l'histoire de France.
Après sa mort sur l'échafaud, les royalistes ont composé la légende de la reine martyre. Alors que de son vivant, la reine eut à subir des paroles ou des écrits malveillants, bien des souvenirs furent oubliés plus ou moins volontairement et camouflés après sa mort. L'un des principaux doutes qui subsistèrent concerne la nature de sa liaison avec Hans Axel de Fersen. Ce roman d'amour a tourmenté plusieurs générations de fidèles inconditionnels, qui considéraient que la soupçonner de quelque faiblesse amoureuse revenait tout simplement à commettre un crime contre la monarchie même. Pour les républicains, la dernière reine de l'Ancien Régime ne figure plus parmi les grandes criminelles de l'Histoire, mais apparaît plutôt comme une princesse sotte, égoïste et inconséquente, dont on minimise le rôle politique. Cependant, Marie-Antoinette suscite généralement intérêt et compassion jusqu'à nos jours. Marie-Antoinette est la dernière souveraine à avoir porté le titre de reine de France : des successeurs de son époux sur le trône, Louis XVIII et Charles X y sont parvenus veufs, tandis qu'en prenant le titre de roi des Français, Louis-Philippe Ier a fait de son épouse Marie-Amélie de Bourbon-Siciles (1782-1866), nièce de Marie-Antoinette, une « reine des Français ».
L'historiographie républicaine préfère retenir de Marie-Antoinette ses contacts clandestins avec les puissances étrangères en vue d'une invasion militaire du pays, assimilés à une trahison. Jules Michelet déclare ainsi : « La reine était coupable, elle avait appelé l’étranger. Cela est prouvé aujourd’hui. » Louis Blanc considère rétrospectivement le réquisitoire de l’accusateur public Fouquier-Tinville lu devant la reine au début de son procès comme « implacable, mais juste ».
Tous les 16 octobre, jour anniversaire de sa mort, de nombreuses personnes se rendent en pèlerinage au château de Versailles afin d'y déposer des fleurs dans ses jardins. Certaines voix marginales comme celle du révérend-père Jean-Marie Charles-Roux militent même pour sa béatification.

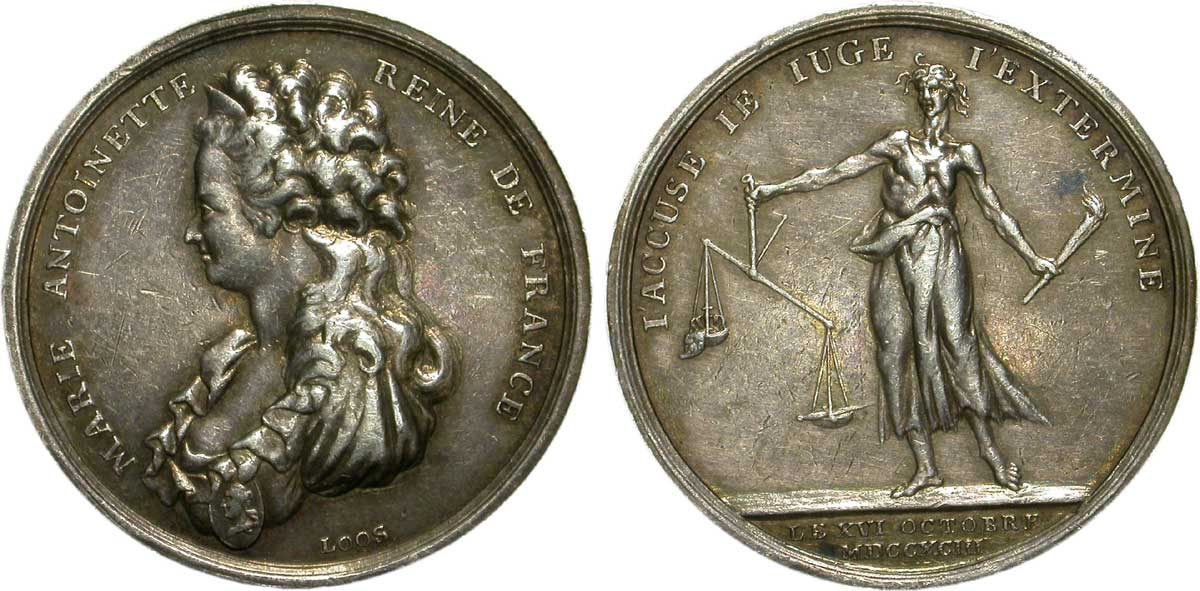
Jeton dénonçant la mort de la reine le 16 octobre 1793.

Enfin, contrairement à une légende tenace, Marie-Antoinette n'a jamais prononcé la phrase « Ils n'ont pas de pain ? Qu'ils mangent de la brioche ! » en réaction à la colère du peuple le 5 octobre 1789.

## Dans l'art et la culture

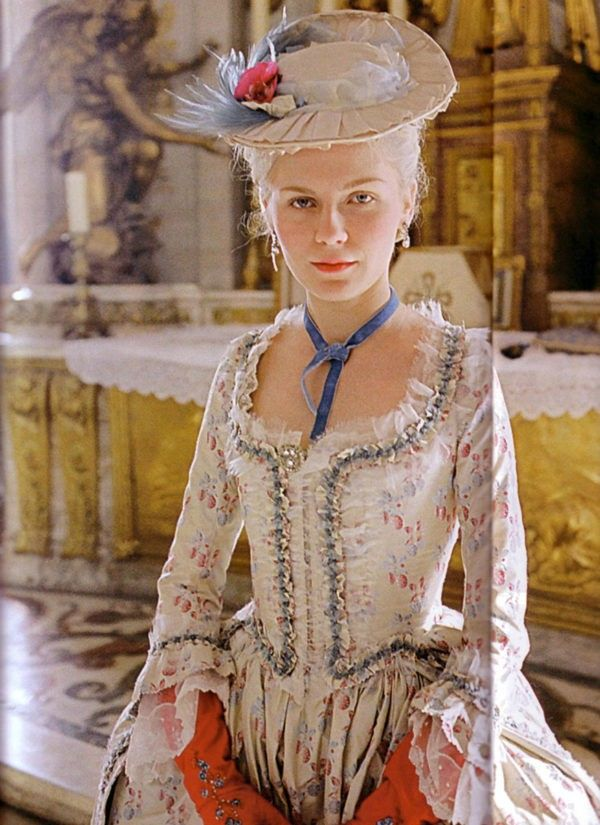
Kirsten Dunst incarnant la reine dans le film américain Marie-Antoinette.

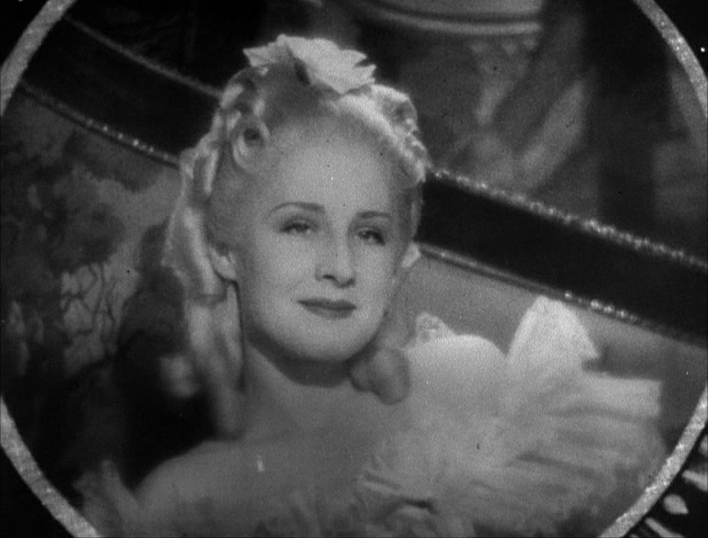
Norma Shearer incarnant la reine dans le film américain Marie-Antoinette de W. S. Van Dyke en 1938.

### Cinéma
En date de 2020, Marie-Antoinette a inspiré 68 films, notamment Marie-Antoinette de W. S. Van Dyke avec Norma Shearer (1938), L’Affaire du collier de la reine de Marcel L'Herbier avec Marion Dorian (1946), Cagliostro de Gregory Ratoff avec Nancy Guild (1949), Si Versailles m'était conté… de Sacha Guitry avec Lana Marconi (1953), La Révolution française de Robert Enrico et Richard T. Heffron avec Jane Seymour (1989), Marie-Antoinette de Sofia Coppola avec Kirsten Dunst (2006) ou bien encore Les Adieux à la reine (2011) de Benoît Jacquot. Pour l'historien Jean Tulard, elle est « probablement la reine de France qui a été la plus mise en scène au cinéma ».

### Iconographie
De 1779 à 1800, l’artiste française Élisabeth Vigée-Le Brun a fait une trentaine de portraits de Marie-Antoinette, dont l'un fut interprété en gravure par Jean-César Macret. Elle fut la première femme nommée peintre de la Cour et est une des rares femmes à avoir intégré l'Académie royale de peinture et de sculpture. Elle s'est notamment fait connaître par son Marie-Antoinette en gaulle, qui a fait scandale au Salon en 1783.

### Autres représentations
Une référence à Marie-Antoinette et à son exécution est faite dans le cadre de la cérémonie d'ouverture des Jeux olympiques d'été de 2024 se déroulant à Paris. Elle introduit un tableau intitulé « Liberté » qui consiste en une prestation du groupe de metal Gojira, rejoint par la chanteuse lyrique Marina Viotti. La silhouette décapitée de la reine apparaît ainsi à la fenêtre de la Conciergerie, où elle a été détenue, tenant dans ses bras sa tête qui entame le refrain du chant révolutionnaire Ah ! ça ira,.

### Hommages
Marie-Antoinette a laissé son nom à :
- une pièce montée de trois étages, blanche, poudrée, légère et sucrée ;
- une confiserie, les « Délices de Marie-Antoinette » ;
- une perruque synthétique de couleur blanche ;
- une suite de l’hôtel Ritz de Londres et de Paris ;
- une huile de massage aromatique ;
- un caveau d’une maison de champagne ;
- un syndrome.

#### Correspondance
En 1874, Auguste Geffroy et Alfred von Arneth publièrent pour la première fois la correspondance secrète entre l’impératrice Marie-Thérèse et le comte de Mercy-Argenteau. En 1877 furent publiés pour la première fois les papiers du comte de Fersen. Ils furent redécouverts en 1982 lorsque ses lointains héritiers les mirent en vente à Londres.
- Marie-Antoinette, correspondance (1770-1793), éditée par Évelyne Lever, Tallandier, Paris, 2005  (ISBN 2-84734-197-8).
L’éditrice a établi les textes à partir d’originaux conservés aux Archives d’État de Vienne ;
- Marie-Antoinette : Correspondance (3 vol.), coll. « Sources de l’histoire de France : la Révolution française », Paléo, Clermont-Ferrand, 2004-2005 :
  - Tome I : 1767-1787  (ISBN 2-84909-104-9).
  - Tome 2 : 1788-1793  (ISBN 2-84909-105-7).
  - Tome 3 : Correspondance secrète avec Barnave, juillet 1791-janvier 1792  (ISBN 2-84909-171-5).
- Correspondance entre Barnave et Marie-Antoinette, recueillie et présentée par Alma Soderajelm, annotée et préfacée par Georges Lefebvre, Paris, Armand Colin, 1937.
- Mémoires du baron de Besenval, édités par Ghislain de Diesbach de Belleroche, Mercure de France, coll. « Le temps retrouvé », 1987  (ISBN 2-7152-1459-6).
- Mémoires de Madame Campan, première femme de chambre de Marie-Antoinette, présentation par Jean Chalon, notes par Carlos de Angulo, éditions Ramsay, Paris, 1979.
Henriette Campan, plus connue sous le nom de Madame Campan, a été la femme de chambre de Marie-Antoinette à partir de 1770. Ses Mémoires semblent avoir été rédigés au début des années 1800 et décrivent la vie de la cour de l’intérieur, défendant la probité et l’inexpérience de sa maitresse. Ils ont été publiés en 1822 et réédités en 1999 (Mercure de France).
- Lettres inédites de Marie-Antoinette, éditées par Catriona Seth, Albin Michel, 2019, 314 p.
- Évelyne Lever, Le grand amour de Marie-Antoinette : Lettres secrètes de la reine et du comte de Fersen, Éditions Tallandier, 2020, 384 p., 14,5 x 21,5 cm (ISBN 9791021043046, présentation en ligne).
- Les femmes du XVIIIe siècle. Correspondances intimes et politiques. Madame de Pompadour / Marie-Antoinette, lues par Nicole Garcia. Coffret de 4 CD - Editions Frémeaux & Associés, 2020.
- Isabelle Aristide-Hastir, Marie-Antoinette & Axel de Fersen. Correspondance secrète, Michel Lafon, 2021.

#### Monographies
- Jean-François Autié, Journal de Léonard, coiffeur de Marie-Antoinette, Les éditeurs libres, Paris, 2007.Ce journal est apocryphe.
- Georges Avenel, La Vraie Marie-Antoinette, d'après la Correspondance secrète, 1876.
- Patrick Barbier, Marie-Antoinette et la musique, Grasset, 2022.
- René Benjamin, Marie-Antoinette, Les Éditions de France, 1940.
- Cécile Berly, Marie-Antoinette, PUF, 2020.
- Simone Bertière, Marie-Antoinette l’insoumise, Les reines de France au temps des Bourbons, Éditions de Fallois, 2002.
- Bernadette de Boysson et Xavier Salmon, Marie-Antoinette à Versailles : le goût d’une reine, catalogue de l’exposition au Musée des Arts décoratifs de Bordeaux, éd. Somogy, 2005 (ISBN 2850569097).
- Véronique Campion-Vincent, Christine Shojaei Kawan, « Marie-Antoinette et son célèbre dire : deux scénographies et deux siècles de désordres, trois niveaux de communication et trois modes accusatoires », Annales historiques de la Révolution française, no 327, janvier-mars 2002.
- Jean Chalon, Chère Marie Antoinette, 1988.
- (en) Vincent Cronin, Louis and Antoinette, Collins, Londres, 1974 (ISBN 0809592169).
- Michel de Decker et Michel Lafon, Marie-Antoinette : les dangereuses liaisons de la reine, Belfond, coll. « La vie amoureuse », 2005  (ISBN 2714441416).
- (it) Carlo Del Teglio, Il ricamo della Regina, Cattaneo Editore, Oggiono 2012.
- Hélène Delalex, Alexandre Maral, Nicolas Milovanovic, Marie-Antoinette, Le Chêne, Paris, 2013.
- Hélène Delalex, Un jour avec Marie-Antoinette, Flammarion, Paris, 2015.
- Hélène Delalex, Marie-Antoinette. La légèreté et la constance, Perrin / Bibliothèque nationale de France, 2021.
- Philippe Delorme, Marie-Antoinette, Pygmalion, coll. « Histoire des reines de France », 2001  (ISBN 285704609X).
- Yaguel Didier, Mes conversations avec la Reine, Robert Laffont, 2002.
- Claude Dufresne, Marie-Antoinette, Le scandale du plaisir, Bartillat, Paris, 2006 (ISBN 2841003817).
- Annie Duprat, Marie-Antoinette. Une reine brisée, Perrin, Paris, 2006  (ISBN 2-262-02409-X).
- Évelyne Farr, Marie-Antoinette et le comte de Fersen. La correspondance secrète, l'Archipel, 2016.
- Jean-Claude Fauveau, Le Prince Louis cardinal de Rohan-Guéméné ou les diamants du roi, L'Harmattan, Paris, 2007  (ISBN 978-2296025141).
- Antonia Fraser, Marie-Antoinette : Biographie, 2006.
- Antonia Fraser, Marie-Antoinette, (trad. Anne-Marie Hussein), Flammarion, Paris, 2006 (ISBN 2-08-068915-0).
- F. Genet, L’Abbé de Vermond (1735-1806), lecteur de Marie-Antoinette (1770-1789), Niort, 1940.
- Paul et Pierrette Girault de Coursac, Marie-Antoinette et le scandale de Guines, Gallimard, 1962.
- Paul et Pierrette Girault de Coursac, Louis XVI et Marie-Antoinette : vie conjugale - vie politique, Œil, 1990.
- Paul et Pierrette Girault de Coursac, La Dernière Année de Marie-Antoinette, F.X. de Guibert, 1993.
- Paul et Pierrette Girault de Coursac, Le Secret de la Reine : la politique personnelle de Marie-Antoinette pendant la Révolution, F.X. de Guibert, 1996.
- (en) Carolyn Harris, Queenship and Revolution in Early Modern Europe. Henrietta Maria and Marie Antoinette, Palgrave Macmillan, 2016 (ISBN 978-1-137-49772-7, DOI https://doi-org/10.1057/9781137491688)
- Pierre Ladoue, Les Panégyristes de Louis XVI et de Marie-Antoinette (1793-1912). Essai de bibliographie raisonnée, Paris, 1912, XXVII-216 p.
- Adolphe de Lescure (avec une biobibliographie de Marie-Antoinette par Léon de La Sicotière), La Vraie Marie-Antoinette : étude historique, politique et morale, suivie du recueil réuni pour la première fois de toutes les lettres de la reine connues jusqu’à ce jour…, Paris, Librairie parisienne, 1863, 256 p. (lire en ligne). — La Bio-bibliographie [sic] de Marie-Antoinette, par L. de La Sicotière, occupe les p. 180-240. Elle a fait l’objet d’un tiré à part : Paris, Imprimerie parisienne, 1862.
- Évelyne Lever, Marie-Antoinette, Fayard, Paris, 1991  (ISBN 2213026599).
- Évelyne Lever, Marie-Antoinette : La Dernière Reine, coll. « Découvertes Gallimard/Histoire », (no 402), Gallimard, Paris, 2000  (ISBN 2070535223).
- Évelyne Lever, C'était Marie-Antoinette, Fayard, 2006.
- Évelyne Lever, Marie-Antoinette, Journal d'une reine, Tallandier, 2008.
- Jean-Clément Martin et Cécile Berly, Marie-Antoinette, Citadelles et Mazenod, 2010.
- Jean-Christian Petitfils (dir.), Marie-Antoinette : dans les pas de la reine, Perrin, 2020.
- Alain Sanders, La Désinformation autour de Marie-Antoinette, Atelier Fol’fer, 2006  (ISBN 2952421463).
- Pierre de Ségur, Marie-Antoinette, Calmann-Lévy, 1920.
- Anne-Sophie Silvestre, Marie-Antoinette, (3 tomes), Gallimard, Paris, s.d.
- Charles-Éloi Vial, Marie-Antoinette, Paris, Éditions Perrin, 2024, 736 p. (ISBN 978-2-262-09459-1)[74].
- Emmanuel de Waresquiel, Juger la reine, Tallandier, 2016.
- Stefan Zweig, Marie-Antoinette, éditions Grasset, 1933 ; rééd. Livre de Poche, 1999.

#### Filmographie
- [vidéo][Production de télévision] « Duels d'Histoire : Marie-Antoinette vs Maximilien Robespierre », Olivier Carpentier (écriture et réalisation), Nicolas Brénéol (écriture et montage), Noémie Orphelin (narration) sur Arte, 2022, 12 min (consulté le 15 juin 2024)